# Játiva
Játiva (oficialmente en valenciano: Xàtiva) es un municipio y una ciudad de la Comunidad Valenciana (España) situada en el sur de la provincia de Valencia, en el norte de las Comarcas Centrales y capital de la comarca de La Costera. Posee el mayor número de enclaves de toda España, con un total de veintiséis. Su población es de 30 378 habitantes (INE 2024). La ciudad constituye junto con una decena de municipios muy próximos a ella un área urbana integrada (AUI) que contaba con 61 000 habitantes en 2023.
Históricamente, Játiva fue una de las poblaciones más importantes del Reino de Valencia, rivalizando incluso con Valencia y Orihuela, las otras dos ciudades más importantes en la época foral. Fue cuna de los papas Borja y conserva un importante patrimonio artístico, a pesar de que fue quemada en 1707 por las tropas borbónicas como represalia por apoyar a las tropas austracistas durante la Guerra de Sucesión. En 1822 se convirtió en capital de la provincia de Játiva, que desapareció a raíz de la división territorial de España en 1833.
A finales de los años 70, debido a su situación geográfica e histórica y para evitar los recelos de Alicante hacia Valencia, se propuso para que fuera la capital de la nueva comunidad autónoma que iba a crearse.

## Toponimia
Játiva es una de las pocas ciudades españolas que ha conservado un topónimo prerromano. Los iberos la conocieron como Saiti, lo que derivó en latín a Saitabi o Saetabis. En árabe evolucionó a مَدينَة شاطِبَة (madīnat Šāṭibat) y de ahí al valenciano Xàtiva. En 1707 Felipe V cambió el nombre de la ciudad por el de San Felipe. Las Cortes de Cádiz restituyeron el nombre en 1811 en su forma castellanizada Xátiva que posteriormente se adaptó a la ortografía académica con la grafía Játiva y volvió a cambiar oficialmente a su forma valenciana Xàtiva por Decreto del Consejo del 7 de enero de 1980.

## Geografía
Integrado en la comarca de La Costera, se sitúa a 62 km de la capital valenciana. El término municipal está atravesado por la autovía del Mediterráneo (A-7) y por las carreteras autonómicas CV-620 (antigua N-340 entre los pK 838 y 847) y CV-41 (Alcira-Játiva), además de por otras carreteras locales que permiten la comunicación con Vallés, Novelé, Genovés, Barcheta, Lugar Nuevo de Fenollet, Énova, Manuel y Llosa de Ranes. 

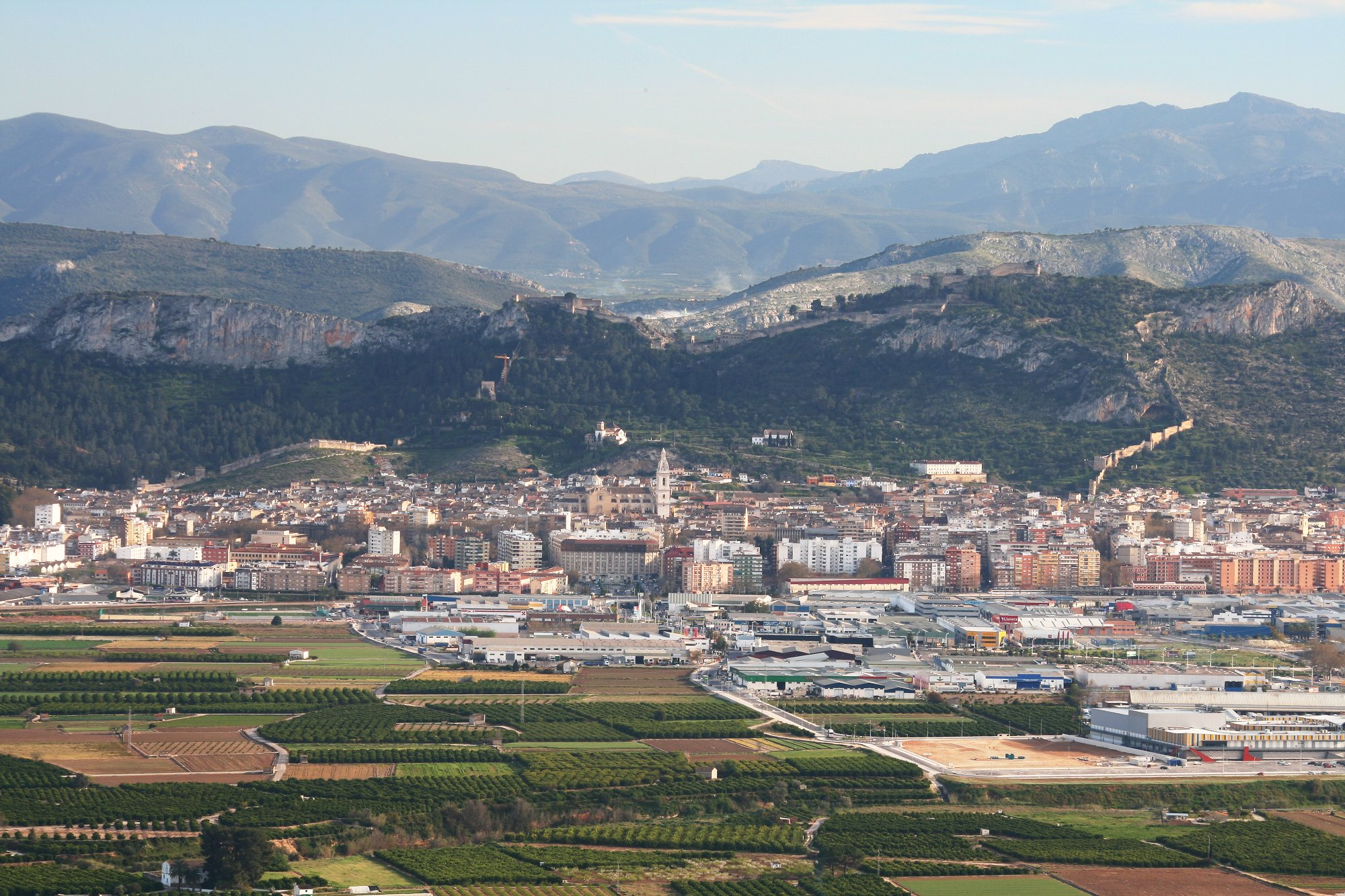
Vista de la ciudad y el castillo

El municipio de Játiva está situado entre las cuencas del río Albaida y de su afluente el río Cáñoles, en el estratégico corredor de Montesa. Tiene un perímetro muy desigual y cuenta con varios enclaves territoriales, fruto de las segregaciones habidas en su término histórico, que estaba compuesto por más de sesenta pueblos.
Se distinguen al menos cuatro unidades bien diferenciadas en el relieve. En la zona septentrional se alza la sierra de Santa Anna, un afloramiento de naturaleza triásica que alcanza los 230 m de altitud. Al sur de esta sierra, entre la Llosa de Ranes y Játiva, se extiende un amplio valle de fondo casi plano, con una altitud media de 80–100 m y cubierto de sedimentos cuaternarios. Está surcado en dirección oeste-este por el río Cáñoles y el barranco de Carnissers, y en dirección sur-norte por el río Albaida, con cuyas aguas se riega la fértil huerta de Játiva. Al este del Albaida se alza la mole del Puig (309 m), en cuya cima está las ruinas de la ermita de Nuestra Señora del Puig. Al sur de la huerta el relieve se vuelve abrupto por medio de un anticlinal de paredes casi verticales y agudas calizas, conocido como sierra de Bernisa, que alcanza los 454 m de altitud. Al sur de esta sierra se abre el valle de Bisquert, colorido por las tierras albarizas. Por el sur de Bisquert se levanta la Serra Grossa, que conforma el límite con el Valle de Albaida, que llega a los 498 m en el municipio.
La altitud oscila entre los 498 m al suroeste (Serra Grossa) y los 50 m a orillas del río Albaida. La ciudad se alza a 120 m sobre el nivel del mar y está enclavada a los pies del cerro del castillo cuyas laderas llegan a ocupar algunas casas, extendiéndose hasta la parte más llana de la vega.
| Noroeste: Anna, Estubeny, Cárcer, La Granja de la Costera, Rotglá y Corbera, Sellent | Norte: Alcántara de Júcar, Benegida, Énova, Puebla Larga, Villanueva de Castellón | Noreste: Barcheta, Llosa de Ranes, Carcagente, Lugar Nuevo de Fenollet, Manuel, Rafelguaraf, Simat de Valldigna |
| Oeste: Llanera de Ranes, Cerdá, Enguera, Novelé, Torrella, Vallés                    |                                                                                   | Este: Genovés                                                                                                   |
| Sudoeste: Alcudia de Crespins, Montesa, Canals                                       | Sur:' Bellús, La Granja de la Costera, Guadasequies                               | Sudeste: Benigánim, Ollería                                                                                     |

### Clima
El clima de Játiva es Clima mediterráneo típico (Csa en la clasificación climática de Köppen). En esta población los inviernos se pasan con temperaturas templadas, mientras que los veranos son muy calurosos, con temperaturas máximas que en ocasiones pueden superar los 40 °C. Las heladas son raras, y la nieve muy rara. En otoño se puede producir la gota fría.
| Parámetros climáticos promedio de Játiva, El Realenc (1991-2020) | Parámetros climáticos promedio de Játiva, El Realenc (1991-2020) | Parámetros climáticos promedio de Játiva, El Realenc (1991-2020) | Parámetros climáticos promedio de Játiva, El Realenc (1991-2020) | Parámetros climáticos promedio de Játiva, El Realenc (1991-2020) | Parámetros climáticos promedio de Játiva, El Realenc (1991-2020) | Parámetros climáticos promedio de Játiva, El Realenc (1991-2020) | Parámetros climáticos promedio de Játiva, El Realenc (1991-2020) | Parámetros climáticos promedio de Játiva, El Realenc (1991-2020) | Parámetros climáticos promedio de Játiva, El Realenc (1991-2020) | Parámetros climáticos promedio de Játiva, El Realenc (1991-2020) | Parámetros climáticos promedio de Játiva, El Realenc (1991-2020) | Parámetros climáticos promedio de Játiva, El Realenc (1991-2020) | Parámetros climáticos promedio de Játiva, El Realenc (1991-2020) |
| Mes                                                              | Ene.                                                             | Feb.                                                             | Mar.                                                             | Abr.                                                             | May.                                                             | Jun.                                                             | Jul.                                                             | Ago.                                                             | Sep.                                                             | Oct.                                                             | Nov.                                                             | Dic.                                                             | Anual                                                            |
| ---------------------------------------------------------------- | ---------------------------------------------------------------- | ---------------------------------------------------------------- | ---------------------------------------------------------------- | ---------------------------------------------------------------- | ---------------------------------------------------------------- | ---------------------------------------------------------------- | ---------------------------------------------------------------- | ---------------------------------------------------------------- | ---------------------------------------------------------------- | ---------------------------------------------------------------- | ---------------------------------------------------------------- | ---------------------------------------------------------------- | ---------------------------------------------------------------- |
| Temp. máx. media (°C)                                            | 16.7                                                             | 17.9                                                             | 21.1                                                             | 24.0                                                             | 27.4                                                             | 32.2                                                             | 35.0                                                             | 34.8                                                             | 30.6                                                             | 26.0                                                             | 20.5                                                             | 17.4                                                             | 25.3                                                             |
| Temp. media (°C)                                                 | 10.7                                                             | 11.5                                                             | 14.1                                                             | 16.7                                                             | 20.0                                                             | 24.5                                                             | 27.6                                                             | 27.7                                                             | 24.1                                                             | 19.7                                                             | 14.4                                                             | 11.5                                                             | 18.5                                                             |
| Temp. mín. media (°C)                                            | 4.7                                                              | 5.1                                                              | 7.0                                                              | 9.3                                                              | 12.5                                                             | 16.7                                                             | 20.1                                                             | 20.7                                                             | 17.6                                                             | 13.3                                                             | 8.2                                                              | 5.5                                                              | 11.7                                                             |
| Precipitación total (mm)                                         | 61                                                               | 30.9                                                             | 41.3                                                             | 39.5                                                             | 36.9                                                             | 20.6                                                             | 6.2                                                              | 14.7                                                             | 72                                                               | 21.3                                                             | 41.7                                                             | 43.7                                                             | 429.8                                                            |
| Fuente: Agencia Estatal de Meteorología                          |                                                                  |                                                                  |                                                                  |                                                                  |                                                                  |                                                                  |                                                                  |                                                                  |                                                                  |                                                                  |                                                                  |                                                                  |                                                                  |

## Historia

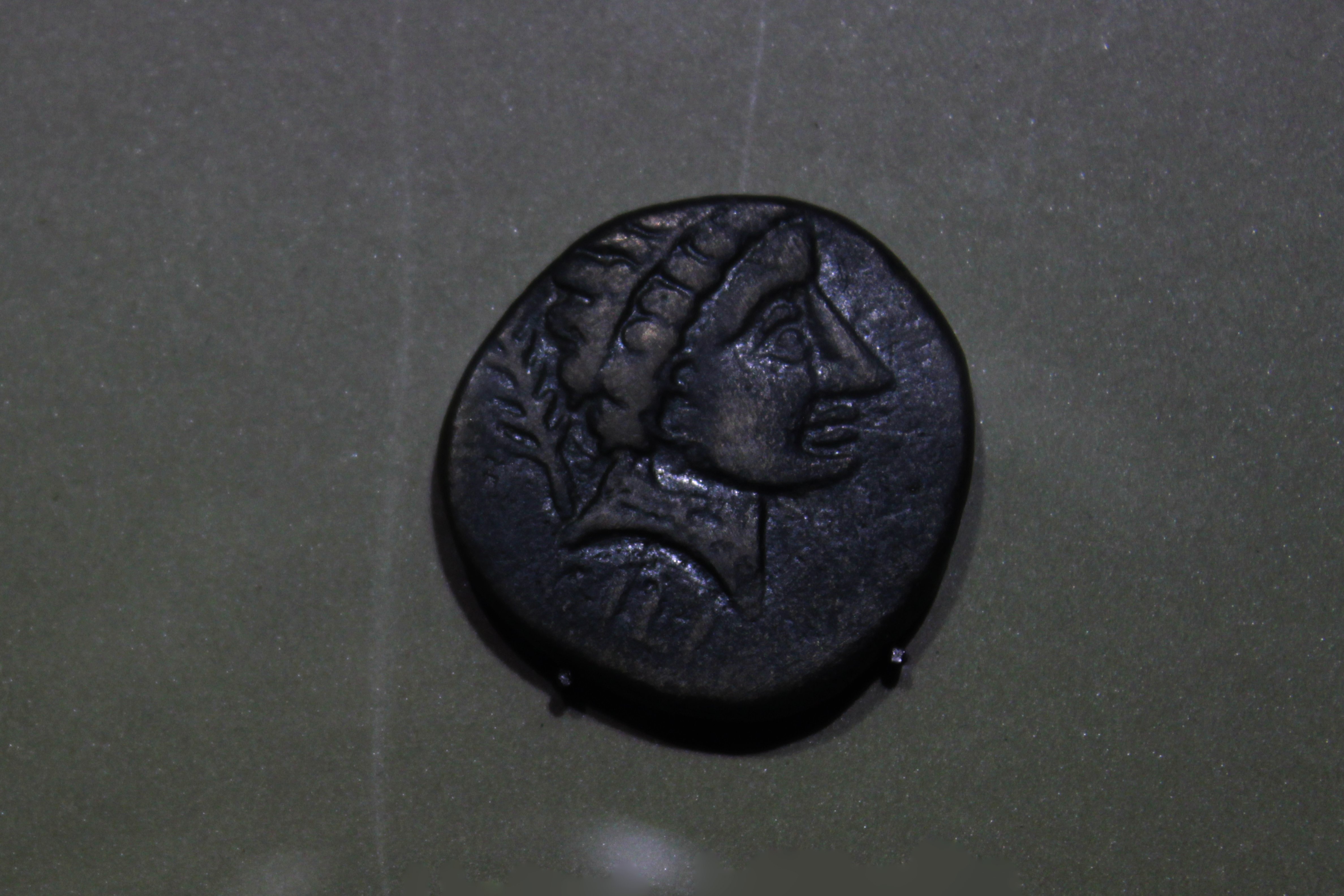
Moneda de Saetabi del

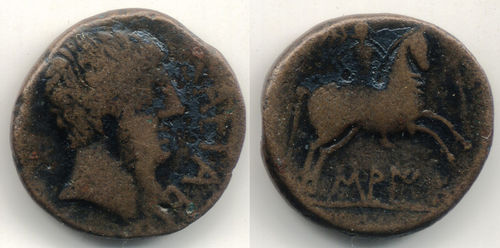
Moneda Saetabi Bilingüe auténtica

### Prehistoria y Antigüedad
Los testimonios del poblamiento en el término de Játiva son de los más antiguos en toda la fachada mediterránea, como atestiguan los hallazgos de la Cova Negra, pertenecientes al Paleolítico Medio. La ciudad se remonta a la cultura ibérica y ha conservado su topónimo, que originalmente fue Saiti (aunque existieron las variantes Ibi o Tibi). Dado que el poblamiento se ha extendido durante más de 2300 años en una misma área geográfica se hace muy difícil encontrar restos antiguos, ya que los materiales han sido reutilizados una y otra vez, motivo por el que se explica la escasez de restos ibéricos. No obstante, el poblado original se ha identificado en el lugar en que actualmente se levanta el Castillo Menor.
La romanización se inició en el siglo II a. C., en el que Saitabi floreció y acuñó moneda propia, en la que se representaba una estrella de tres puntas en las 8, las 12 y las 4, con cierto parecido al actual logotipo de Mercedes. Fue elevada a la categoría de municipio romano con el nombre de Saetabis Augusta, en honor al emperador Octavio César Augusto. Durante toda la época romana Játiva fue un importante nudo comercial, al estar situada al pie de la Vía Augusta, y fue conocida en el Imperio por la producción de lino y la fabricación de textiles. El poeta romano C. Valerius Catullus menciona los 'lintea' o 'sudaria' Saetaba ex Hiberis, regalos de sus amigos Veranius y Fabullus, objeto de su poema 12.  (Catulli Veronensis 'Carmina' Henricus Bardon, ed. Bibliotheca Latina Teubneriana, 1973: p. 15.) Los restos de la ciudad, sin embargo, apenas son visibles, ya que sus piedras se reutilizaron para construir edificaciones en el casco actual, y el solar fue objeto de una intensa ocupación agrícola. Se conservan, sin embargo, más de una docena de aljibes. Durante el Bajo Imperio, Saetabis se convirtió en sede episcopal y sus obispos asistieron a los concilios de Toledo, ya en época visigoda (siglos VI y VII). En la Hispania visigoda fue sede episcopal de la Iglesia católica, sufragánea de la Archidiócesis de Toledo que comprendía la antigua provincia romana de Cartaginense en la diócesis de Hispania.

### Edad Media
Tras la conquista musulmana en 711, la ciudad se denominó مَدينَة شاطِبَة (madīnat Ŝāţibat, transcrito generalmente como Medina Xátiba). Durante este periodo se fortificaron los castillos y la ciudad ganó importancia como plaza fuerte. De hecho, el geógrafo al-Idrisi (siglo XII) loa la belleza y solidez de los castillos de Játiva. Perteneció primero al reino de Toledo para pasar luego al de Córdoba. Perteneció posteriormente al de Almería, el de Denia y finalmente el de Murcia. En 1094 sirvió de refugio para las tropas almorávides derrotadas por el Cid en la batalla de Cuart. Esta vinculación con la figura del Cid hace a Játiva formar parte del denominado Camino del Cid. A comienzos del siglo XIII era cabeza de un pequeño estado musulmán dependiente de Valencia que abarcaba desde el río Júcar por el norte hasta Biar por el sur. Xáteba destacó asimismo por ser la pionera de la fabricación de papel en Europa Occidental.

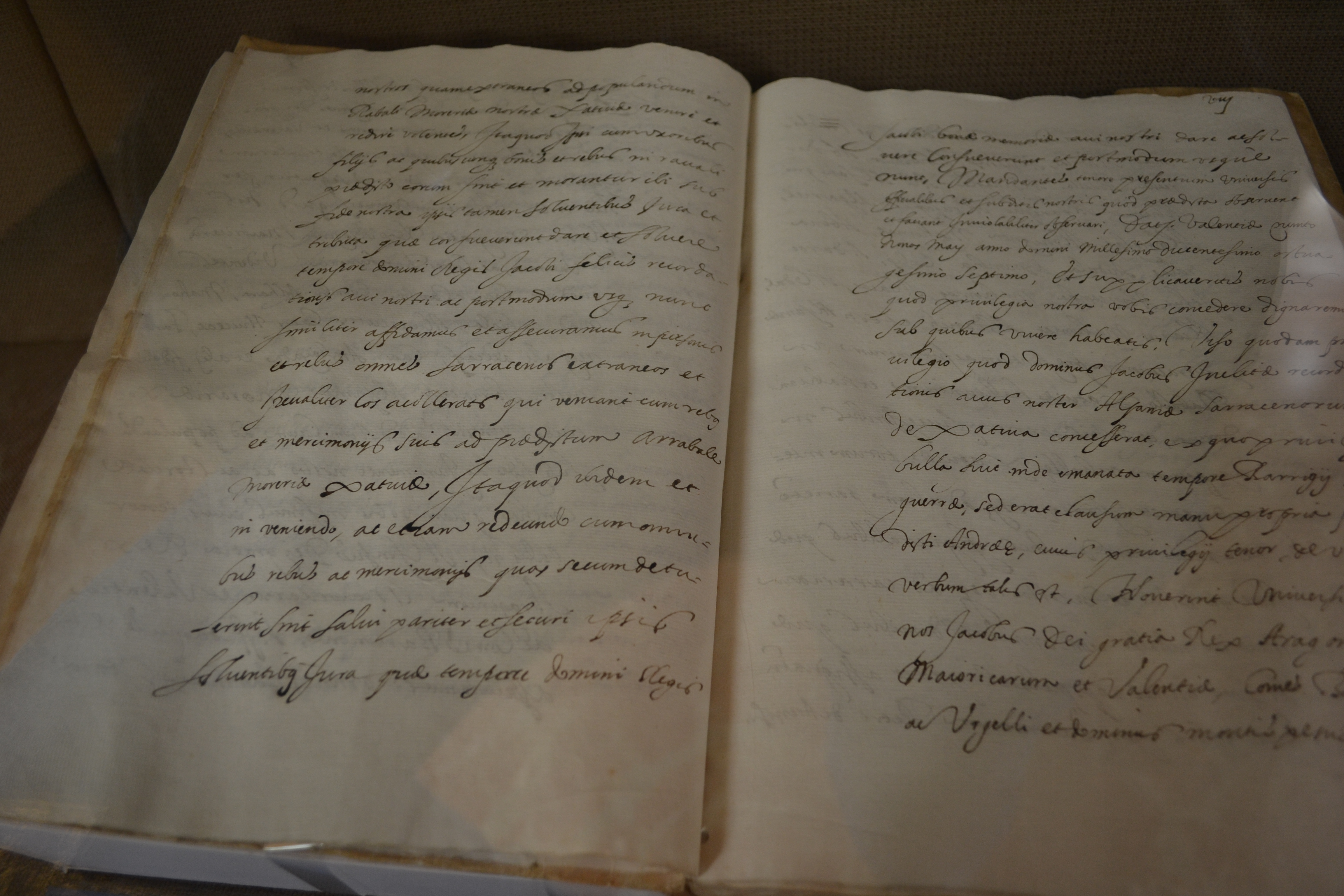
Carta Puebla de Játiva (1252)

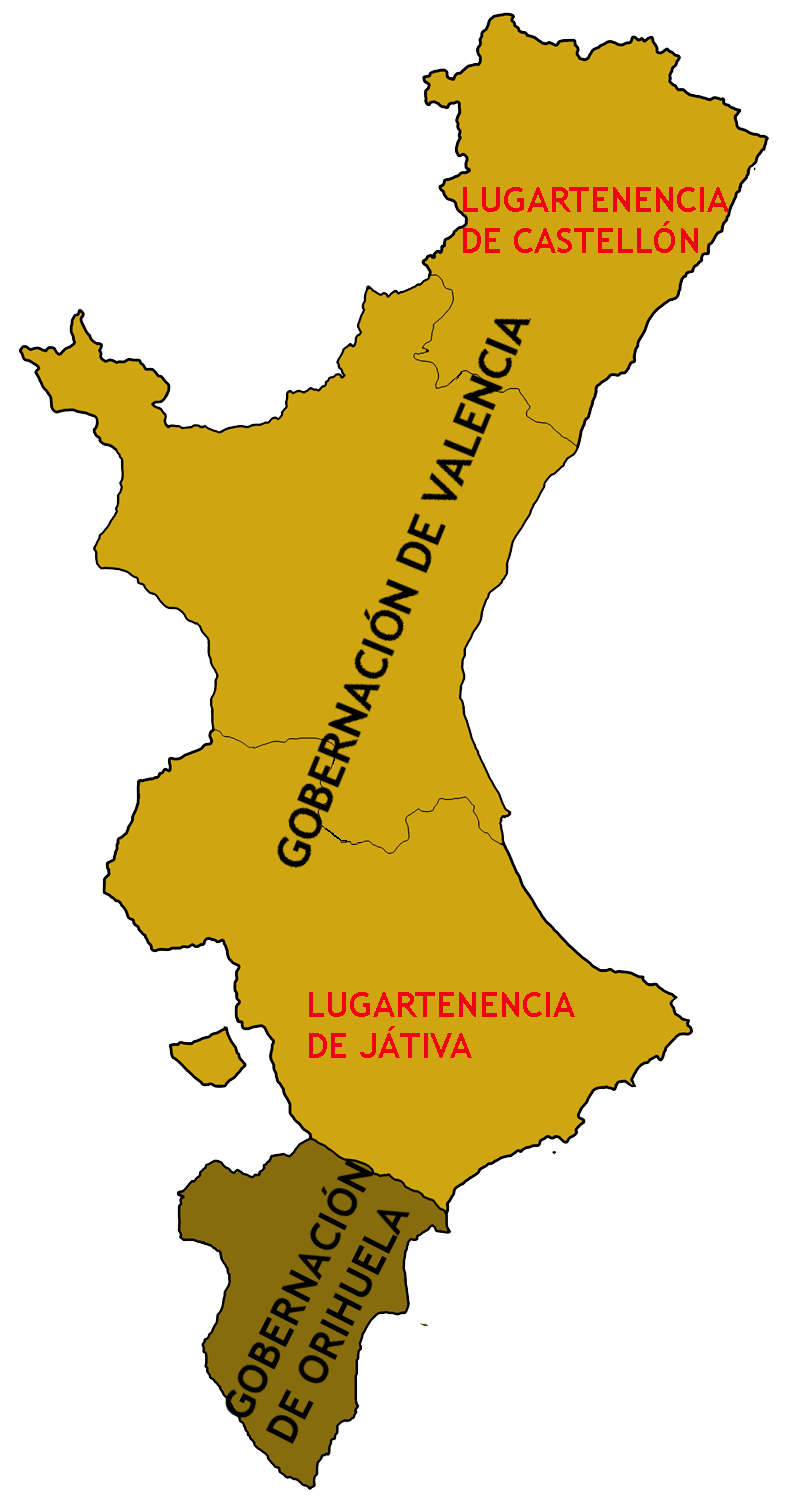
División administrativa del Reino de Valencia entre los siglos a

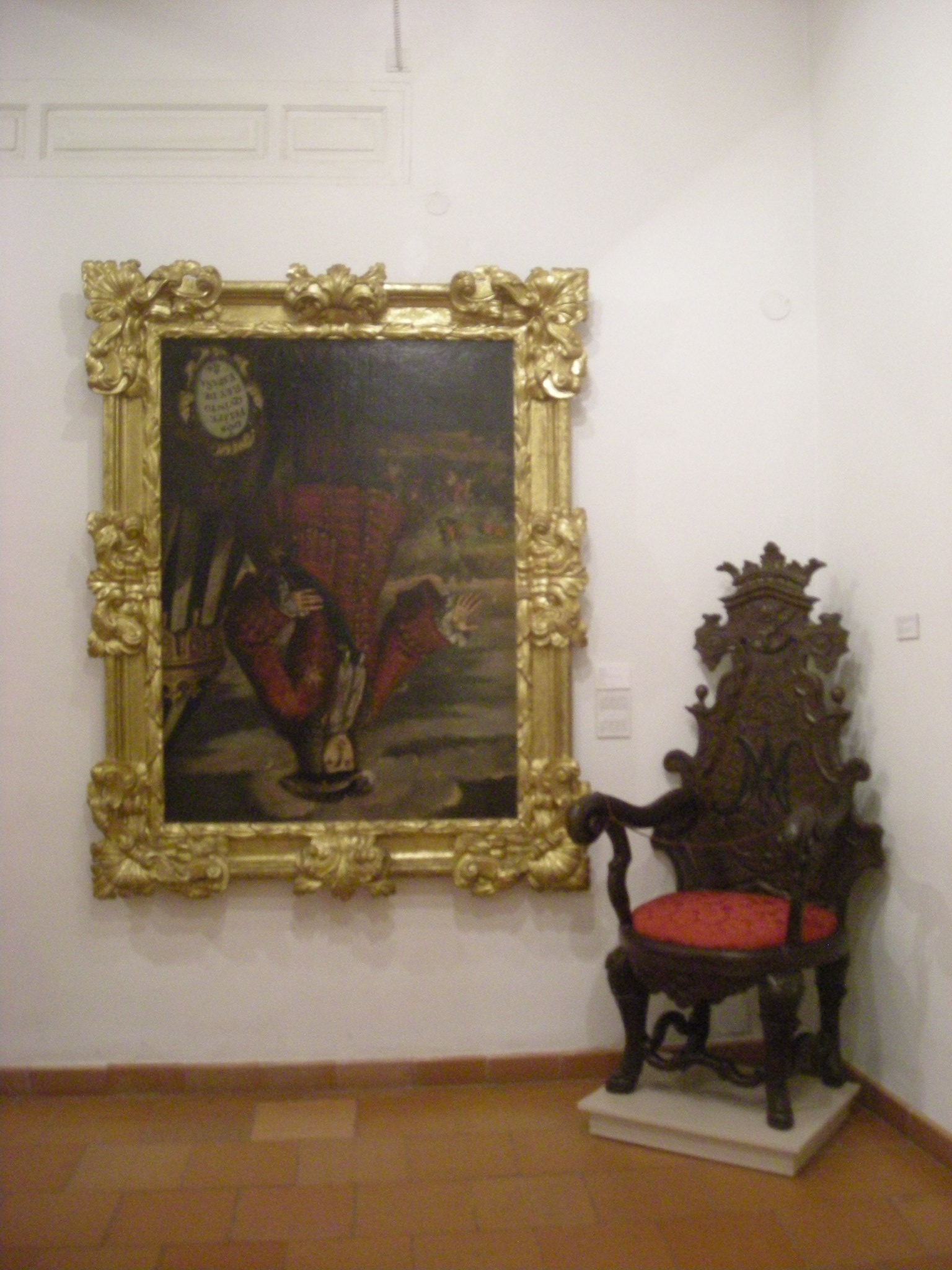
Retrato de Felipe V colgado del revés en el Museo de la Ciudad

Tras conquistar Valencia en 1238, Jaime I puso sitio a Játiva en 1240, aunque lo levantó al llegar a una tregua con el alcaide musulmán de la ciudad. Sin embargo, problemas entre este alcaide y los castellanos, obligaron a Jaime I a intervenir militarmente de nuevo, conquistando la ciudad en 1244, al poco de firmar el tratado de Almizra con Alfonso X. Al rendir la ciudad, Jaime I respetó la mezquita, que no se derribó hasta el siglo XVI. Bajo el dominio cristiano la ciudad, ya con el nombre actual de Xàtiva, se convirtió en la segunda ciudad más importante del Reino de Valencia y, si bien no alcanzó a recuperar su posición como sede episcopal, sí fue cabeza de una lugartenencia homónima. La población morisca se expulsó del recinto amurallado y se redistribuyó entre las zonas rurales y el arrabal de San Juan, mientras que los judíos conservaron su judería (call) intramuros, en las proximidades del porta de Santa Tecla. El castillo y las murallas se reforzaron y ampliaron entre 1287 y 1369, adquiriendo una forma muy similar a la actual, a la vez que se mejoraba el abastecimiento de agua mediante la construcción de los acueductos de Bellús y del Agua Santa. En 1347 el rey Pedro IV le concedió el título de ciudad.

### Edad Moderna

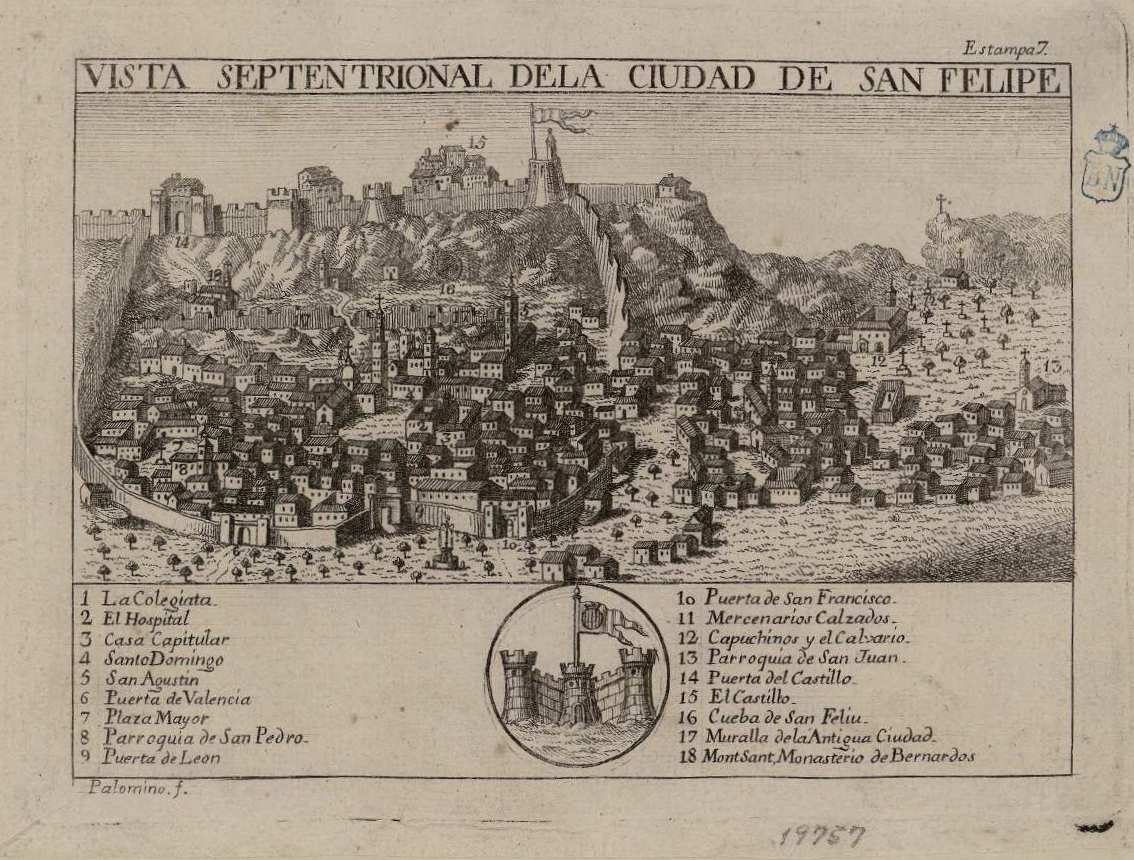
Aguafuerte de Juan Fernando Palomino titulado Vista septentrional de la ciudad de San Felipe. Biblioteca Nacional de España

A finales del siglo XV la ciudad tenía unos 8000 habitantes y se encontraba cerca de su punto álgido. Su función administrativa se extendía en primer nivel sobre un extenso término municipal, que hoy corresponde a 37 municipios, y en segundo nivel por una gobernación que abarcaba desde el río Júcar hasta el enclave de Caudete, Biar, Castalla, Jijona y Villajoyosa, con una extensión de 4750 km². Además de sus funciones administrativas, tenía otras de tipo militar (al ser su castillo el más fuerte del Reino de Valencia), económico y comercial. Sin embargo, la expulsión de los moriscos supuso la pérdida de casi la mitad de los habitantes de la gobernación, quedando despoblados más de 100 de sus núcleos. Esta crisis demográfica vino seguida de otra de tipo económico y ambas se vieron agravadas por las epidemias de peste que se sucedieron a mediados del siglo XVII, lo que hizo disminuir aún más la población, incluso en la propia ciudad.
Durante la guerra de sucesión española, Játiva tomó partido por el archiduque Carlos, y padeció duros asedios por parte de las tropas borbónicas comandadas por Asfeld. Sufrió grandes destrozos, gran parte de la ciudad fue saqueada y buena parte de su población masacrada el resto de población fue desterrada. Tradicionalmente se ha dicho que la ciudad fue incendiada durante un año entero  (de ahí el apelativo de socarrats, «chamuscados», que se da popularmente a los setabenses). Sí hubo, no obstante, un proyecto para derribar gran parte del casco urbano y construir nuevas calles, pero la remodelación no se llevó a cabo por problemas técnicos y de propiedad. Con todo, la mayor afrenta para la ciudad fue la desmembración de la antigua gobernación, la merma de funciones civiles y la negación de su condición de ciudad histórica, que se reflejó en el cambio de su nombre por el de Colonia Nueva de San Phelipe, o simplemente San Felipe.

### Edad Contemporánea
A lo largo del siglo XVIII la ciudad fue recuperándose, como demuestra el hecho de que en 1787 se contaran ya 12 655 habitantes en el término, lo que además promovió nuevas obras y reformas urbanas en la ciudad. Sin embargo, los terremotos de 1748 causaron grandes desperfectos, hasta el punto de que la iglesia de Santa Tecla se derrumbó completamente y el castillo quedó prácticamente abandonado. La economía, además, comenzó a deteriorarse ya a finales del siglo XVIII, al quedar fuera del nuevo Camino Real de Madrid a Valencia, que pasaba a unos 4 km de la ciudad (aproximadamente el trazado actual de la A-35 y la A-7) que se comenzó a construir en 1776. En 1811 las Cortes de Cádiz restituyeron el nombre anterior de la ciudad, Xátiva, gracias, entre otros motivos, a la perseverancia de Joaquín Lorenzo Villanueva En el ámbito económico, la ciudad sufrió un importante revés al desaparecer entre 1810 y 1830 su industria textil del lino y la seda casi por completo, lo que dejó sin trabajo a unas 1300 personas. Este hecho no impidió que entre 1822 y 1823 fuese capital de la provincia de Játiva, aunque este ensayo del Trienio Liberal no fue corroborado en la división definitiva de 1833, en que se incluyó a la ciudad en la provincia de Valencia. Játiva recuperó gran parte de su importancia como nudo de comunicaciones en 1858 al abrirse la línea entre Valencia y La Encina, que continuaba hacia Madrid. El 20 de diciembre de 1854 ya se había inaugurado la nueva estación ferroviaria. Pero este hecho no contribuyó al desestancamiento demográfico, que se había acrecentado por la desamortización, que vació muchos conventos, y la abolición de los señoríos, que conllevó el éxodo de medio centenar de familias nobles. De hecho, la población siguió decreciendo hasta 1910, cuando comenzó a aumentar el número de habitantes debido a la inmigración. Sin embargo, el crecimiento se estancó otra vez entre 1940 y 1960, década en que la población comenzó a aumentar lenta pero invariablemente, principalmente debido al éxodo rural y la especialización de Játiva como ciudad de servicios.

Durante la guerra civil española la localidad se mantuvo fiel a la Segunda República hasta el final de la contienda, con la presencia de algunas industrias de guerra. El 12 de febrero de 1939 sufrió una incursión de bombarderos italianos de la Aviación Legionaria, que atacaron principalmente la Estación de trenes y sus alrededores. El bombardeo dejó 129 muertos y más de 200 heridos, muchos de ellos mujeres y niños que abarrotaban los andenes de la estación para recibir la llegada de un convoy militar que en ese momento efectuaba su entrada. 

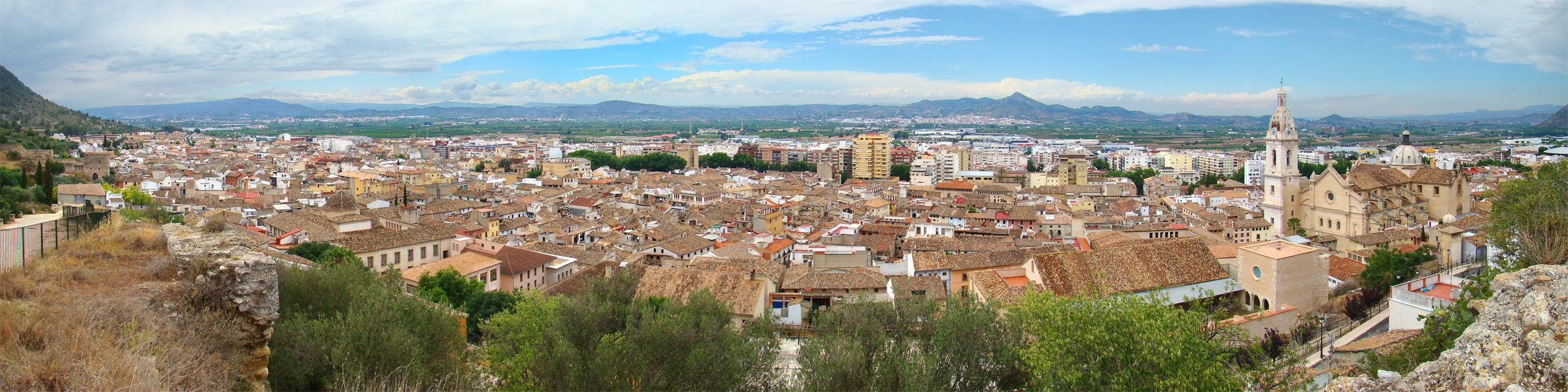
Vista panorámica de Játiva

## Demografía
Játiva cuenta con una población de 30 378 habitantes (INE 2024).
| Gráfica de evolución demográfica de Játiva entre 1842 y 2021 |
| |
| Población de derecho según los censos de población del INE Población de hecho según los censos de población del INEEn 1857 crece el término del municipio porque incorpora a Sorió y Torre de Lloris En 1887 crece el término del municipio porque incorpora a Anahuir |

Sus habitantes se conocen como setabenses o socarrats ('chamuscados', por la quema de la ciudad a manos de Felipe V); un 9,0 % de ellos es de nacionalidad extranjera.
En 1887 Játiva recibió un incremento poblacional al incorporarse el municipio desaparecido de Anahuir

### Urbanismo

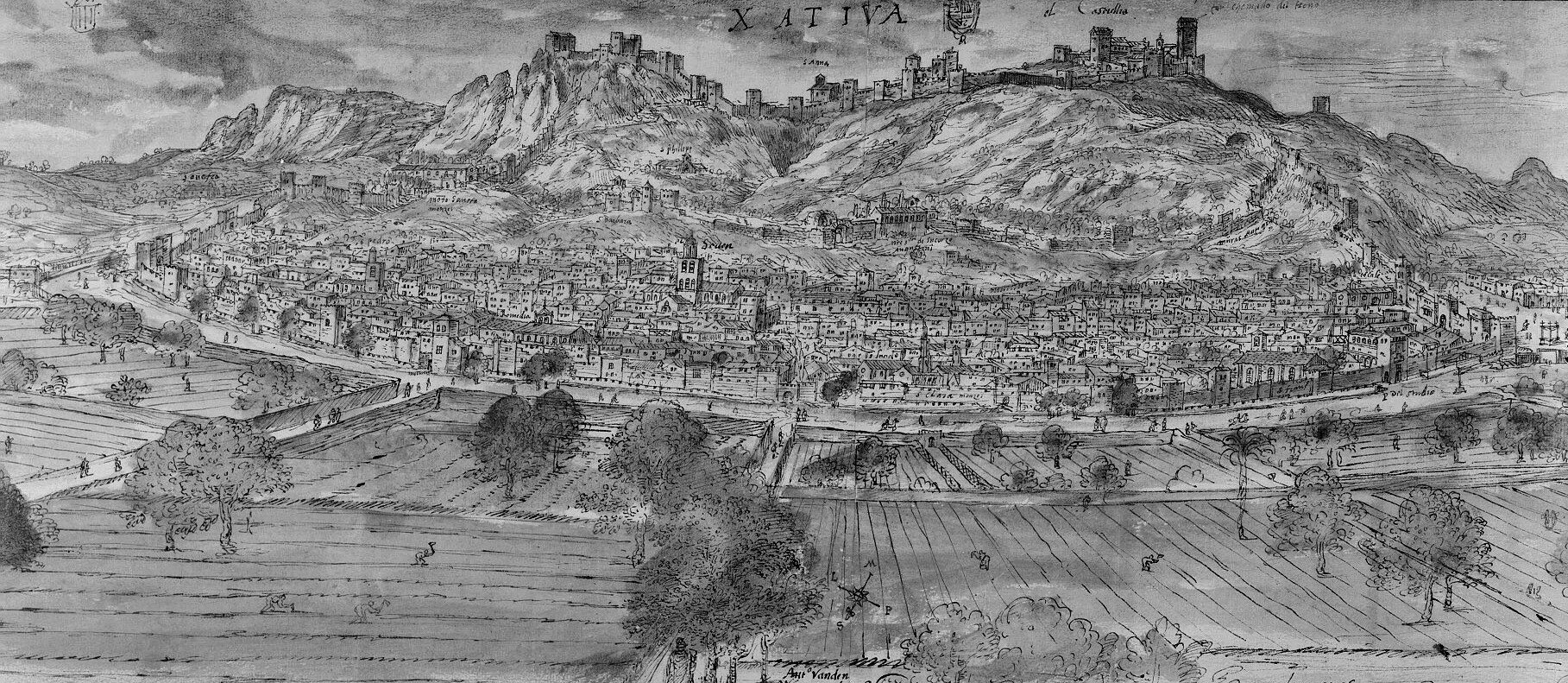
Játiva en 1563, según un dibujo de Anton Wijngaerde

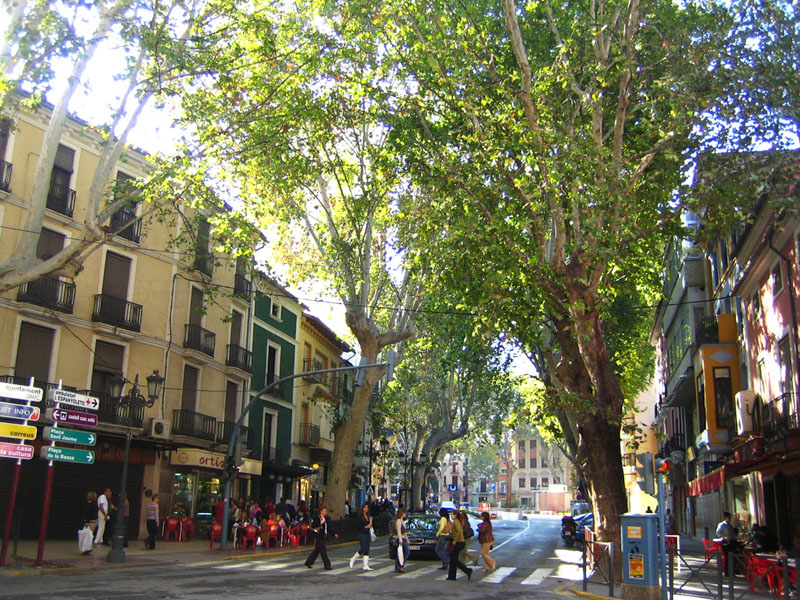
Alameda de Játiva

El núcleo original de la ciudad ibera se hallaba donde actualmente se levanta el Castillo Menor. Tras la conquista romana, el centro se trasladó paulatinamente hacia el llano, ocupando el espacio actualmente vacío entre la ciudad actual y el castillo, donde se encuentran las iglesias de San Félix y de San José. Los restos y noticias de edificios andalusíes prueban que la población rebasó el antiguo recinto romano-visigodo. La medina islámica debió ocupar casi todo lo que ahora se conoce como ciudad medieval, y en su interior destacaban la Aljama (en el Montsant) y la mezquita mayor, en el solar que ocupa la colegiata. El abastecimiento de agua se producía mediante la acequia de la Villa. Con la conquista cristiana se renovó el urbanismo de la ciudad y se construyeron nuevos edificios. Es a partir de finales del siglo XIII cuando los habitantes empiezan a abandonar la zona alta de la ciudad, descendiendo a zonas de mejor acceso y con agua corriente, hasta el punto de que el viejo recinto se convirtió en un gran albacar (lugar para guardar ganado) y posteriormente en zona de cultivos. A partir de entonces la ciudad se mantuvo en los límites formados por la muralla, aunque se ampliaron varios arrabales y se construyó un buen número de edificios hasta la llegada de la crisis económica que acompañó a la expulsión de los moriscos.
En 1707 la ciudad quedó muy destrozada tras los asedios borbónicos, pero empezó a recuperarse relativamente pronto y, en el transcurso del siglo XVIII, se creó la plaza del Mercado y se construyó toda una serie de palacios a lo largo de las calles Corretgeria y Moncada. En 1822 se introdujo el primer alumbrado público con aceite y durante la Primera Guerra Carlista (1837-1847) se reforzaron las murallas por última vez. El estancamiento demográfico del siglo XIX hizo que no fueran necesarias obras de ampliación urbana, pero se llevaron a cabo algunos proyectos importantes como la bajada de la Estación en 1860, la paralela bajada del Carmen, nueva salida hacia Valencia, y la urbanización de la Alameda, ambas en 1882, tras la demolición de gran parte de las murallas en 1874. Estos tres ejes marcaron la dirección del ensanche que tuvo lugar ya a principios del siglo XX. El crecimiento urbano se dio primero rellenando el espacio que quedaba entre la ciudad medieval y el ferrocarril y, posteriormente, hacia el oeste, siguiendo al principio la calle de la Reina. En 1934 se redactó un plan de ensanche que, reconvertido en Plan de Alineaciones en 1944, rigió el crecimiento de la ciudad hasta la década de 1960. El PGOU de 1988 tenía como principal objetivo el crecimiento de la ciudad más allá del ferrocarril, para lo que eran precisos dos nuevos pasos subterráneos y uno elevado. En 1995 se mejoró el acceso a la autovía A-7 con un nuevo puente sobre el río Cáñoles.

## Economía
El sector servicios es el dominante en la ciudad, en especial el relacionado con el turismo y el comercio. También la actividad industrial es motor de la economía setabense. El comercio se nutre de clientes procedentes de su comarca y de las zonas limítrofes a ella, no obstante el Área Funcional de Játiva comprende 38 municipios, con una población total de 113 427 habitantes en 2009 que supone el 2,2 % regional, debido a su situación y las buenas comunicaciones en infraestructuras con las que cuenta que la hace fácilmente accesible y es nudo de comunicaciones importante.
Si bien en 1950 el 40 % de la población se dedicaba a la agricultura, este porcentaje apenas llegaba al 5 % en 2001. La industria ocupaba ese mismo año al 20 % de la población activa y la construcción al 12 %. No obstante, Játiva se ha especializado en las últimas décadas como ciudad de servicios, sector que ocupa a más del 63 % de su población activa.

## Comunicaciones

### Accesos

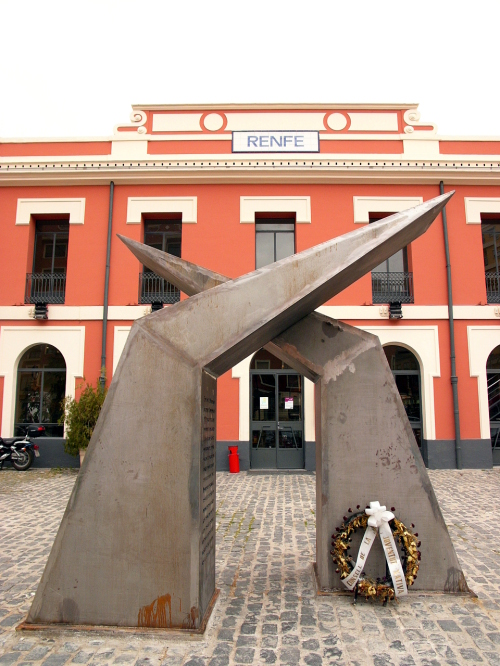
Estación de tren

Por el término de Játiva circulan las siguientes carreteras:
| A-7 Enlaza Algeciras con Barcelona.                                     |
| A-35 Enlaza Játiva con Almansa y la A-31                                |
| CV-41 Enlaza Játiva con Alcira.                                         |
| CV-58 Enlaza Játiva con la A-7 por el norte.                            |
| CV-563 Enlaza CV-41 con Llosa de Ranes.                                 |
| CV-567 Enlaza Játiva con Cerdá.                                         |
| CV-573 Enlaza Barcheta con Manuel.                                      |
| CV-597 Enlaza la A-7 con la A-35.                                       |
| CV-600 Enlaza Játiva con la CV-50 a la altura de Tabernes de Valldigna. |
| CV-610 Enlaza Játiva con la CV-60 a la altura de Almiserat.             |
| CV-620 Enlaza Játiva con la CV-60 a la altura de Montaberner.           |
| CV-645 Enlaza Játiva con la A-7 por el sur.                             |

### Ferrocarril
En el núcleo urbano de Játiva se encuentra la estación de Játiva, que cuenta con los servicios de Renfe Operadora de grandes líneas (Arco, Talgo y Trenhotel), Media Distancia como la Línea 47 que la conecta con Alcoy y Cercanías Valencia, en concreto la línea C-2. La estación dispone de andenes para la parada de trenes de alta velocidad AVE Madrid-Valencia (por Albacete) en construcción.

### Autobús interurbano
La ciudad de Játiva cuenta con una estación de autobuses de donde salen muchas líneas que conectan con localidades y ciudades próximas. Las empresas que podemos encontrar son Chambitos, La Concepción, Travicoi. Las líneas son las siguientes:
- Valencia - Játiva - Alcoy - Ibi
- Valencia - Játiva - Ontinyent - Bañeras de Mariola
- Játiva - Ontinyent
- Játiva - Barxeta
- Játiva - Pinet
- Játiva - Rafelguaraf
- Játiva - Fuente la Higuera - Carcélen
- Játiva - La Pobla del Duc
- Játiva – Adzaneta de Albaida
- Játiva – Enguera
- Jàtiva – Bicorp – Navarrés – Enguera
- Játiva - Gandia

### Autobús urbano
El servicio de autobús urbano es gestionado por el propio ayuntamiento, uniendo varios puntos de la ciudad con el Hospital Lluís Alcanyís.

## Administración y política

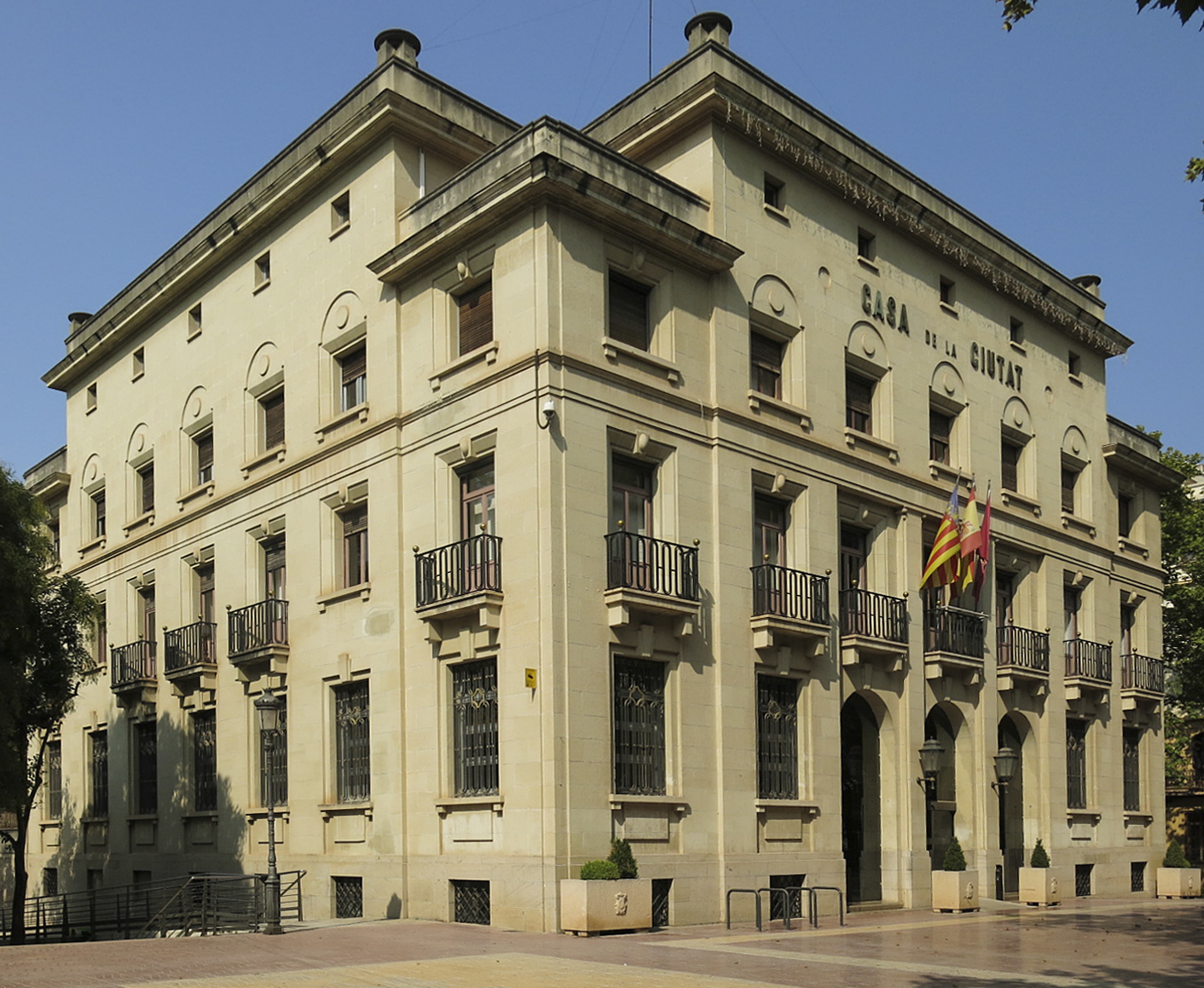
Ayuntamiento

| Partido político                           | 2019  | 2019       | 2023  | 2023       |
| Partido político                           | %     | Concejales | %     | Concejales |
| Partido Socialista del País Valenciano     | 41,50 | 10         | 34,38 | 8          |
| Partido Popular de la Comunidad Valenciana | 15,51 | 4          | 34,09 | 8          |
| Xàtiva Unida-EUPV                          | 22,34 | 5          | 16,48 | 4          |
| VOX                                        | 4,14  | 0          | 6,53  | 1          |
| Ciudadanos                                 | 9,31  | 2          | 2,83  | 0          |

### Histórico de alcaldes
Los alcaldes del municipio desde 1979 han sido los siguientes:
| Periodo   | Nombre                      | Partido   |
| --------- | --------------------------- | --------- |
| 1979-1983 | Manuel Casesnoves Soldevila | PSPV-PSOE |
| 1983-1987 | Miquel Calabuig i Adrià     | PSPV-PSOE |
| 1987-1991 | Miquel Calabuig i Adrià     | PSPV-PSOE |
| 1991-1995 | Miquel Calabuig i Adrià     | PSPV-PSOE |
| 1995-1999 | Alfonso Rus Terol           | PP        |
| 1999-2003 | Alfonso Rus Terol           | PP        |
| 2003-2007 | Alfonso Rus Terol           | PP        |
| 2007-2011 | Alfonso Rus Terol           | PP        |
| 2011-2015 | Alfonso Rus Terol           | PP        |
| 2015-2019 | Roger Cerdà i Boluda        | PSPV-PSOE |
| 2019-2023 | Roger Cerdà i Boluda        | PSPV-PSOE |
| 2023-act. | Roger Cerdà i Boluda        | PSPV-PSOE |

### Organización territorial
El término municipal de Játiva se extendía, desde la época andalusí, por la ribera del Júcar, la Costera y el Valle de Albaida, abarcando por el norte Sumacárcel, Antella y Villanueva de Castellón, por el sur Ayelo de Malferit y Montaberner, por el oeste Canals y Alcudia de Crespins y por el este Benigánim y Barcheta, con una extensión de unos 434 km² y una población de unos 20 000 habitantes en el siglo XVI. Tras un largo proceso, de los 62 pueblos del término se segregaron 37 que formaron sus respectivos municipios, lo que redujo considerablemente su extensión.

#### Pedanías
En la actualidad se encuentran en él, amén de la capital municipal, las siguientes unidades poblacionales, ordenadas según su población en 2015:
- Torre de Lloris (138 hab.)
- Anahuir (130 hab.)
- Sorió (23 hab.)
- El Realengo (3 hab.)

#### Barrios
En la actualidad la ciudad se encuentra dividida en doce barrios:
- Distrito Ciudad (barrio del Núcleo histórico de Játiva situado alrededor de la parroquia de Santa María).
- Las Santas (antiguo barrio medieval de la judería situado en el núcleo histórico de la ciudad).
- San Pedro (barrio del núcleo histórico situado alrededor de la parroquia de San Pedro).
- San José (barrio del núcleo histórico situado bajo el Bellveret)
- Alto del Raval (barrio del núcleo histórico situado bajo el Calvari Baixet)
- Raval de San Juan (antiguo barrio medieval de la morería de la ciudad)
- Las Barreras (antiguo barrio medieval situado alrededor de la parroquia de la Merced)
- Ensanche (barrio situado al norte de la ciudad)
- Camino dels Dos Molins (barrio del noroeste de la ciudad)
- Carmen (barrio del noreste de la ciudad)
- La Murta (barrio situado en los alrededores del Estadio de La Murta)
- Huertos del Raval (barrio situado en las faldas de la sierra Bernisa)

## Cultura

### Patrimonio
El casco antiguo de Játiva se declaró Conjunto Histórico-Artístico en 1982, y en él se encuentra la gran mayoría del patrimonio de la ciudad. Dentrpo de su término miicipal se ubica el paraje natural municipal La Cova Negra conformado en torno a la Cova Negra donde se encuentra el yacimiento del Paleolítico medio en el cual han aparecido restos de Homo neandertalensis.
Patrimonio militar

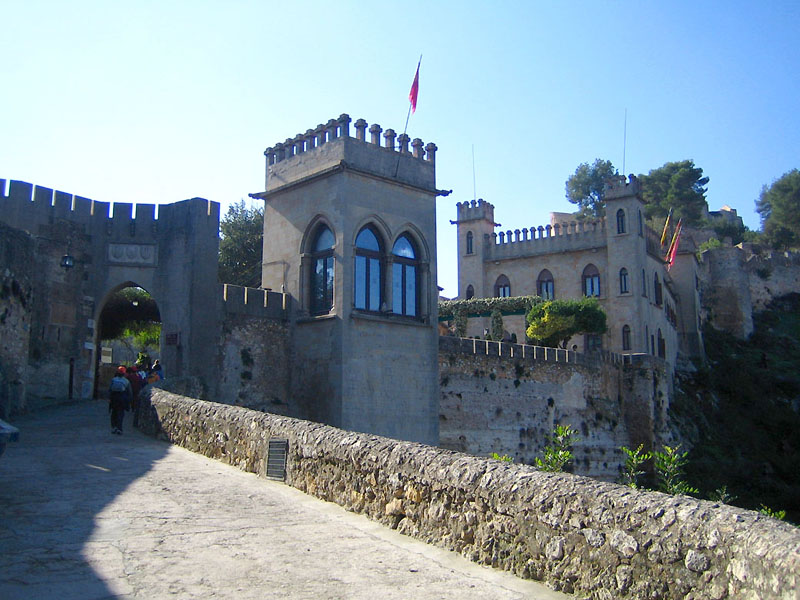
Castillo de Játiva

- Castillo: encaramado sobre la sierra Bernisa, domina completamente la ciudad de Játiva. Su núcleo original, situado en el actual castillo Menor, es de origen ibérico y fue posteriormente habitado por los romanos,[11] quienes también comenzaron la construcción del castillo Mayor.[36] El conjunto actual, sin embargo, presenta una arquitectura principalmente islámica o de estilo gótico. Fue prisión de estado de la Corona de Aragón, y fue considerado durante muchos siglos como la plaza más fuerte del Reino de Valencia.[36] Desde lo alto del castillo se divisan, al norte, la ciudad y el llano de la ribera del Júcar; al sur, las tierras de secano y las sierras Grossa, Mariola y Benicadell; al oeste, la frontera con Castilla; y al este, los días de buena visibilidad, se puede intuir el mar Mediterráneo.[37] Fue declarado Monumento Nacional en 1931.[36]
- Muralla: todavía se conservan pequeños tramos de muralla urbana así como los situados en las lomas que dominan la ciudad, dónde se encuentran diversas torres de vigilancia. Construida para proteger a la ciudad, contiene tramos que datan desde el siglo XI al XVI.[38]

Patrimonio religioso

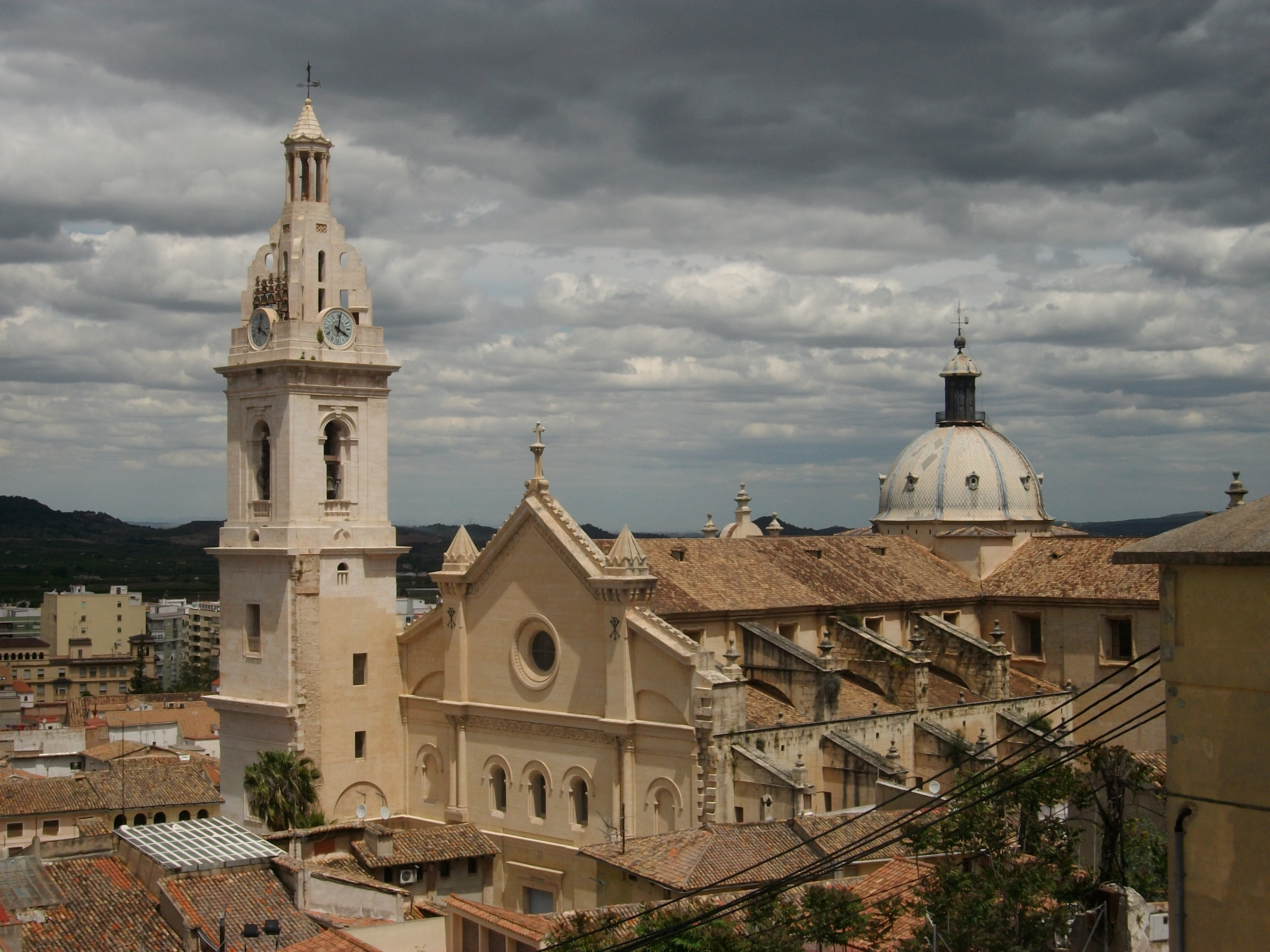
La Seo de Játiva

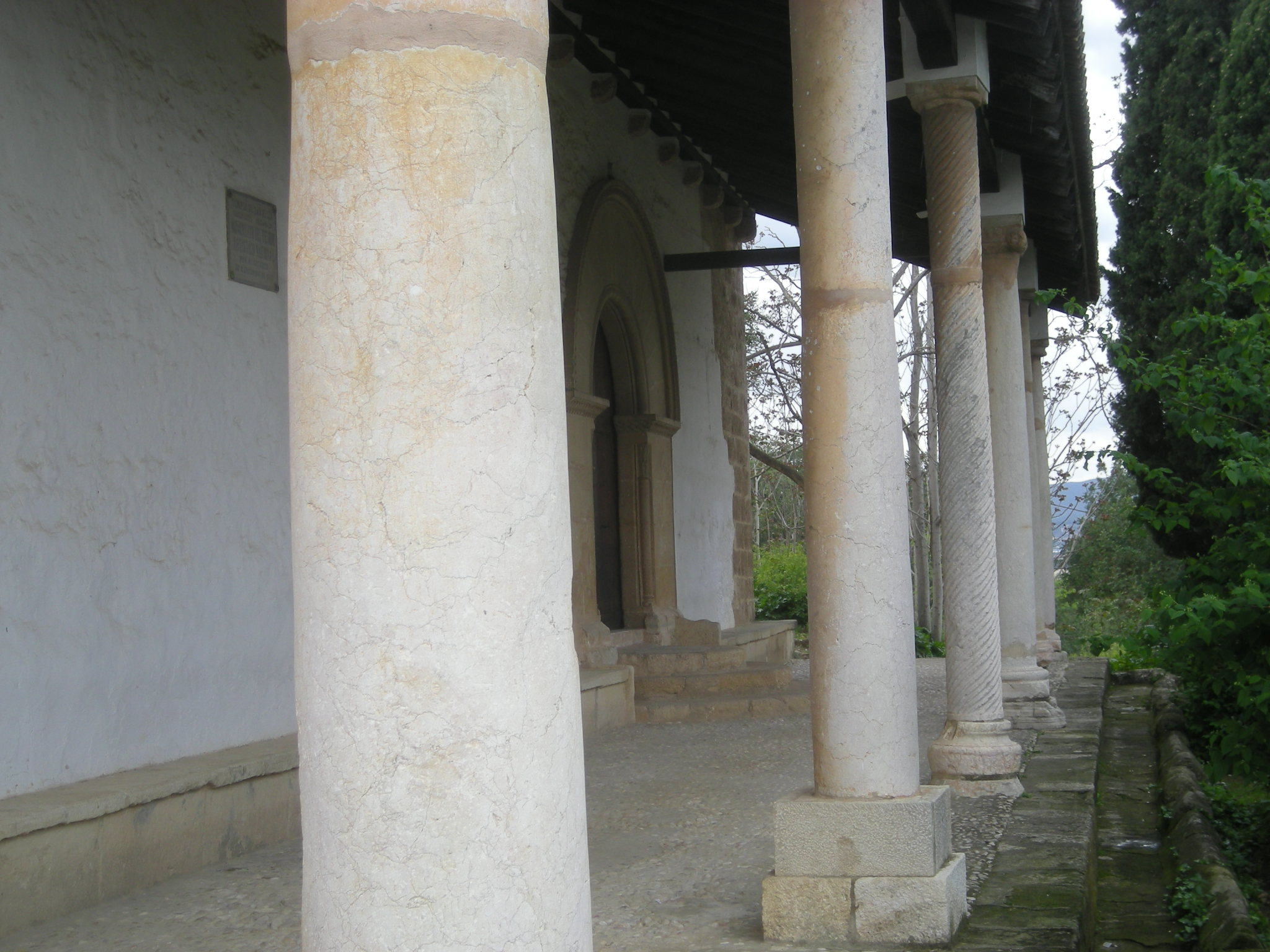
Pórtico y portada de la iglesia de San Félix

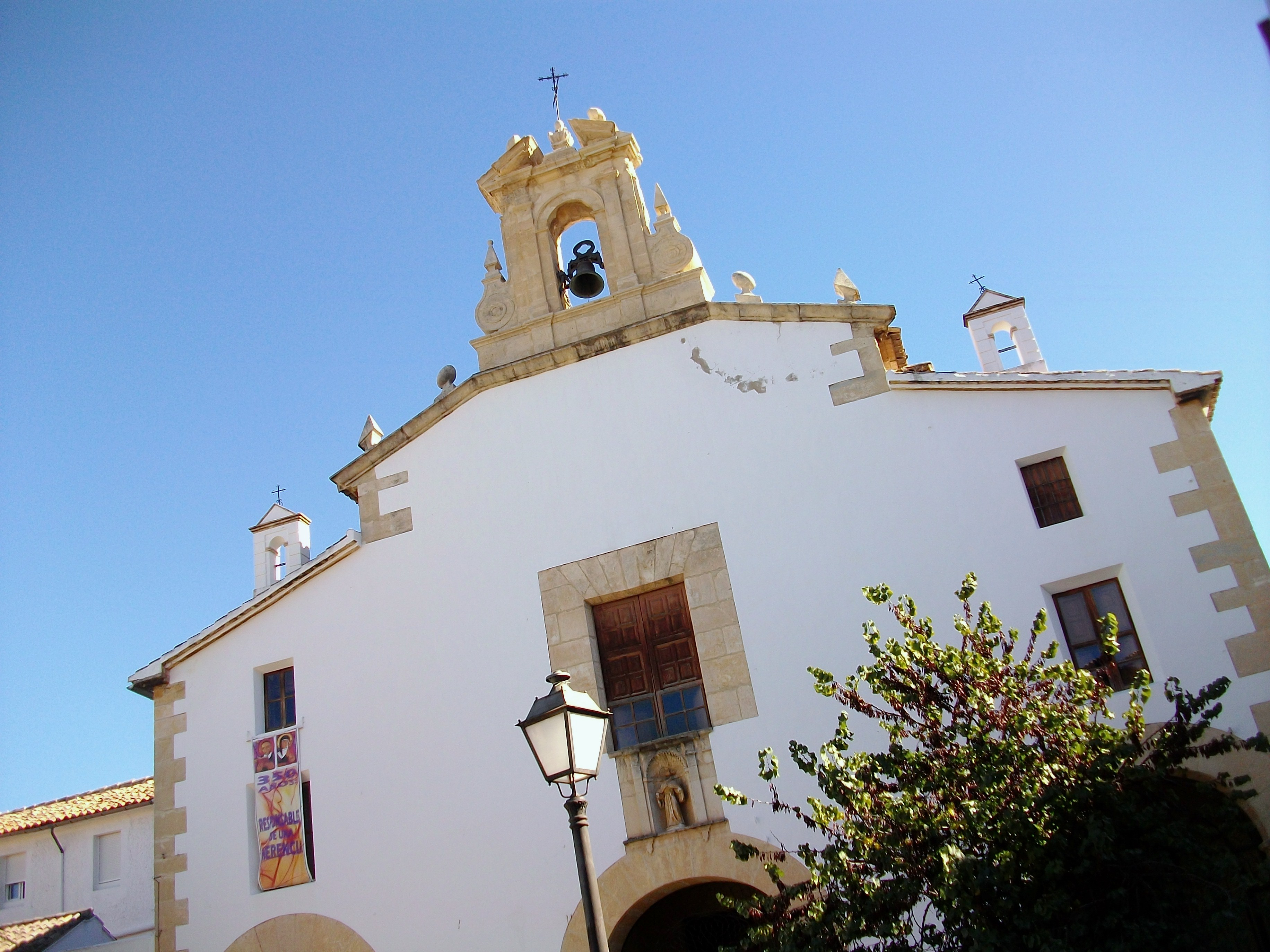
Convento de San Onofre el Nuevo

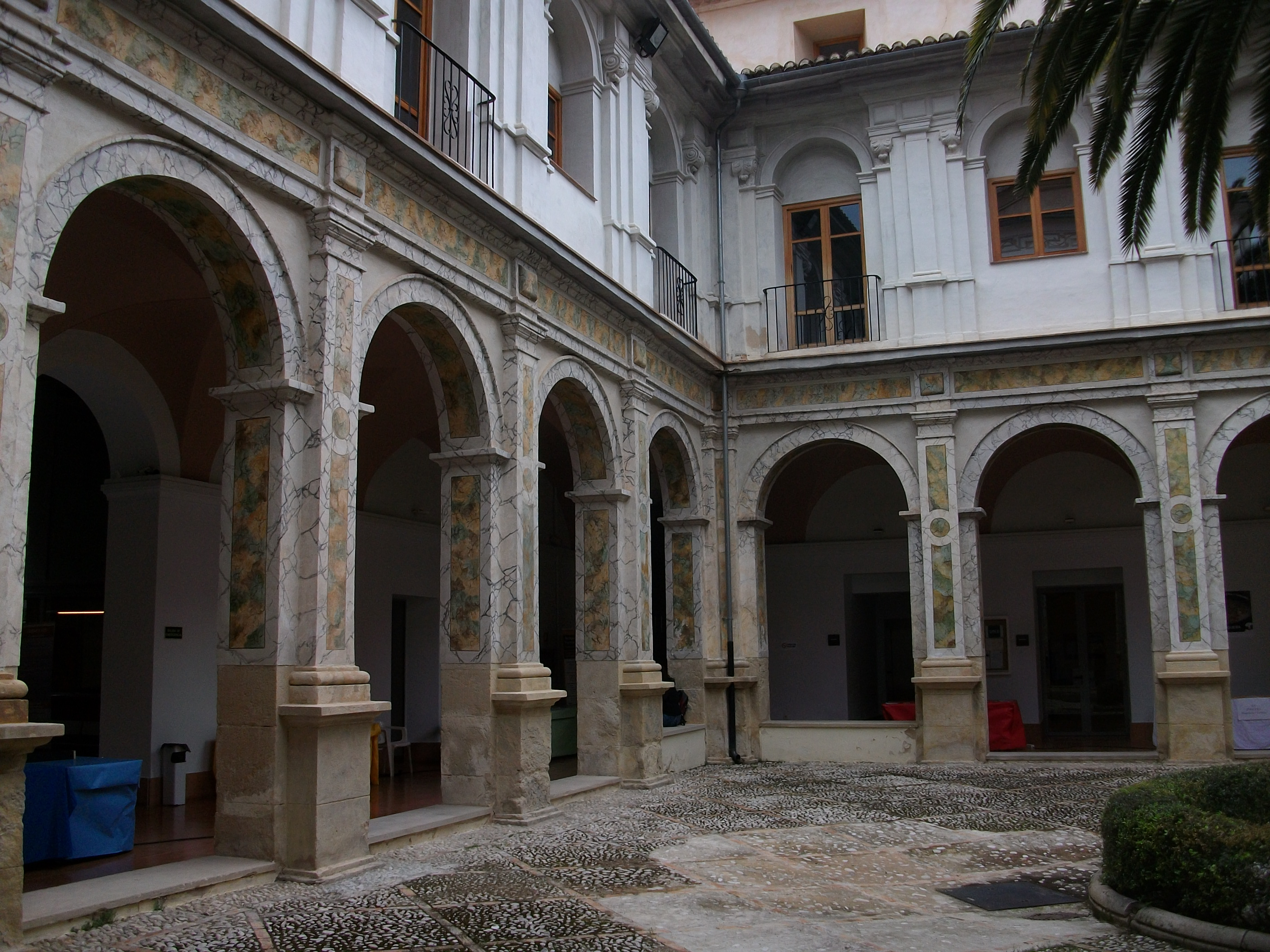
Claustro del antiguo convento de San Agustín

- Colegiata: también denominada Basílica o Seo, es un templo catedralicio de tres naves, crucero y girola que se empezó a construir en 1596 sobre el solar de la antigua mezquita. Su construcción, sin embargo, se alargó hasta el siglo XIX debido a problemas económicos.[11] En el Museo Colegial se exhiben numerosas piezas de gran valor, entre las que se hallan unas tablas de Santa Elena y San Sebastián, un retablo de Santa Ana, la Cruz Mayor del siglo XIV, el cáliz de Calixto III y la Custodia Mayor del Corpus.[39]
- Iglesia de San Pedro: se levantó en el siglo XIV sobre una antigua mezquita existente en la plaza del Mercado, donde se solía celebrar la feria de ganado.[11] Sigue pues el modelo de los templos de conquista. Tiene tres arcos diafragmáticos y se cubre con un artesonado gótico-mudéjar, decorado con franjas polícromas, pámpanos, motivos geométricos y escudos.[40]
- Iglesia de San Félix: data del siglo XIII, aunque fue construida sobre la antigua sede episcopal bajoimperial. Destaca ante todo su porche, construido con columnas y sillares romanos de diversa procedencia.[11] En el interior se conservan varias pinturas de los siglos XIV al XVI.[41]
- Iglesia de la Merced: Antigua iglesia de San Miguel, anexa al antiguo convento de los mercedarios de la ciudad. Se incendió en 1707 durante la guerra de sucesión y la reconstruyeron posteriormente los propios frailes.[cita requerida]
- Iglesia de los Santos Juanes: data de alrededor de 1535 y está construida sobre una antigua mezquita. La iglesia tiene planta de cruz latina con capillas laterales de bóveda de cañón reconstruida en 1707 tras la quema de la ciudad por Felipe V. Es de destacar su escalera de mármol de Buxcarró.[42]
- Iglesia de Santa Tecla: datada en el siglo XIV, resultó muy dañada durante los bombardeos borbónicos de 1707 y se vino definitivamente abajo a causa de un terremoto en 1748,[11] aunque todavía se conserva la torre del campanario.
- Real Monasterio de la Asunción: edificio conventual de estilos gótico y barroco construido en el siglo XIV y con posteriores reformas y ampliaciones de los siglos XVI a XVIII.[43]

- Convento de San Francisco: se comenzó a construir en el siglo XIV y su iglesia, actualmente restaurada, sirve de sala de conciertos.[11] Consta de una sola nave con siete capillas laterales de crucería.[44] Cerca del edificio se sitúa la fuente de San Francisco, construida en 1764 con elementos ornamentales rococó.[45]
- Convento de Santo Domingo: se levantó a lo largo del siglo XIV y en él destacaban el refrectorio, el claustro, la sala capitular y la iglesia. Fue derribado en gran parte, y actualmente se está rehabilitando como centro cultural.[46]
- Convento de San Onofre el Nuevo: se construyó entre 1715 y 1721 enfrente de la iglesia de San Pedro, al lado del antiguo Portal de Cocentaina.[11] Las dependencias más interesantes son el claustro de dos plantas y la iglesia, decorada con azulejos y pinturas al fresco.[47]
- Antiguo convento de la Trinidad: data del siglo XV, aunque en la actualidad sólo se conserva la portada de estilo gótico flamígero de la iglesia, que alberga el Archivo Municipal.[48] Ante esta puerta se sitúa la fuente de la Trinidad, del siglo XIV,[49] cuya copa está conformada por un prisma octogonal en el que alternan, casi borrados, los escudos de Játiva y del Reino de Valencia.[50]
- Antiguo convento de San Agustín: data del siglo XVII y cuenta con un magnífico claustro clasicista, siendo actualmente sede de la UNED, y cuya iglesia, sin culto y parcialmente sin torre del campanario debido a un derrumbe, fue acondicionada y se emplea actualmente como sala de conciertos.[51]
- Ermita de San José: se construyó a principios del siglo XVIII según planos del arquitecto Francisco Cuenca.[11] El interior es de planta de cruz latina, con ábside semicircular y capillas laterales. Destaca la torre, que engloba la antigua ermita de Santa Bárbara y una puerta tapiada que, según la tradición, es la de la antigua aljama por donde entró Jaime I de Aragón tras conquistar la ciudad.[52]
- Ermita de Santa Ana: de estilo gótico, se construyó en la primera mitad del siglo XV. Consta de una sola nave, con tres bóvedas de crucería y ábside. En los capiteles, donde arrancan los nervios de las bóvedas, aparecen los escudos de la Corona de Aragón, de Játiva y de los Borja.[53]

Patrimonio civil

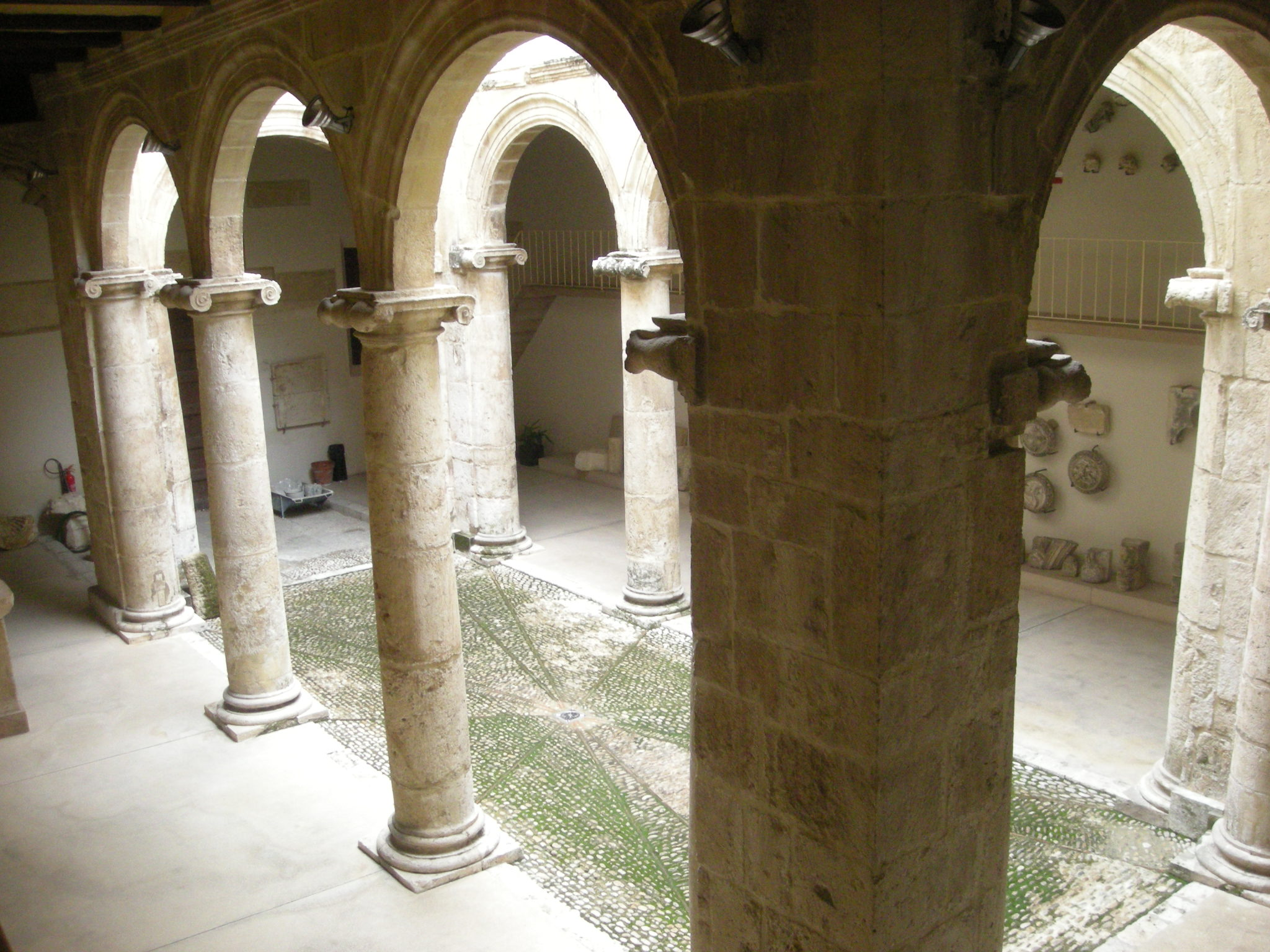
Patio del Almodín

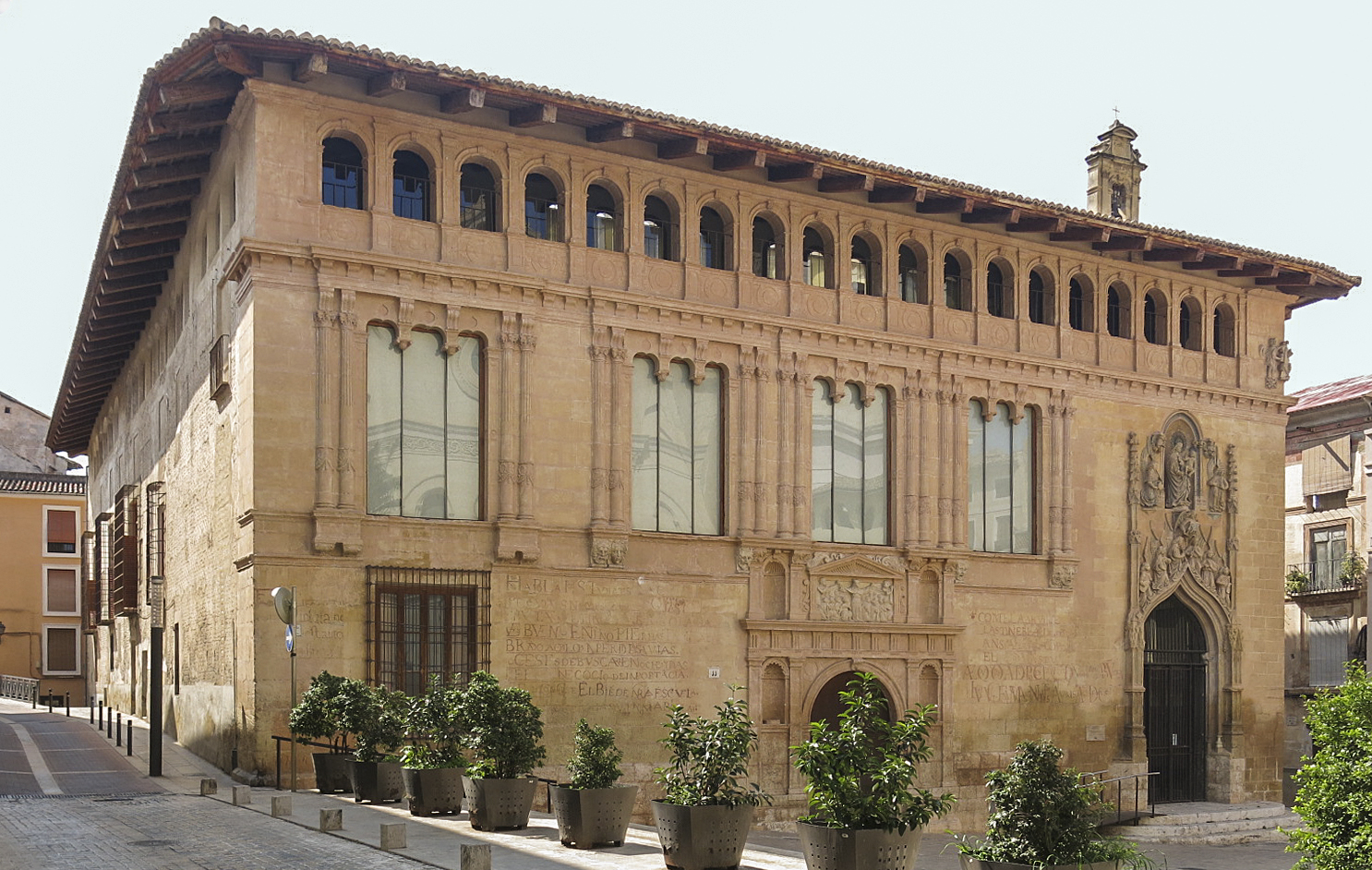
Hospital Mayor de Pobres

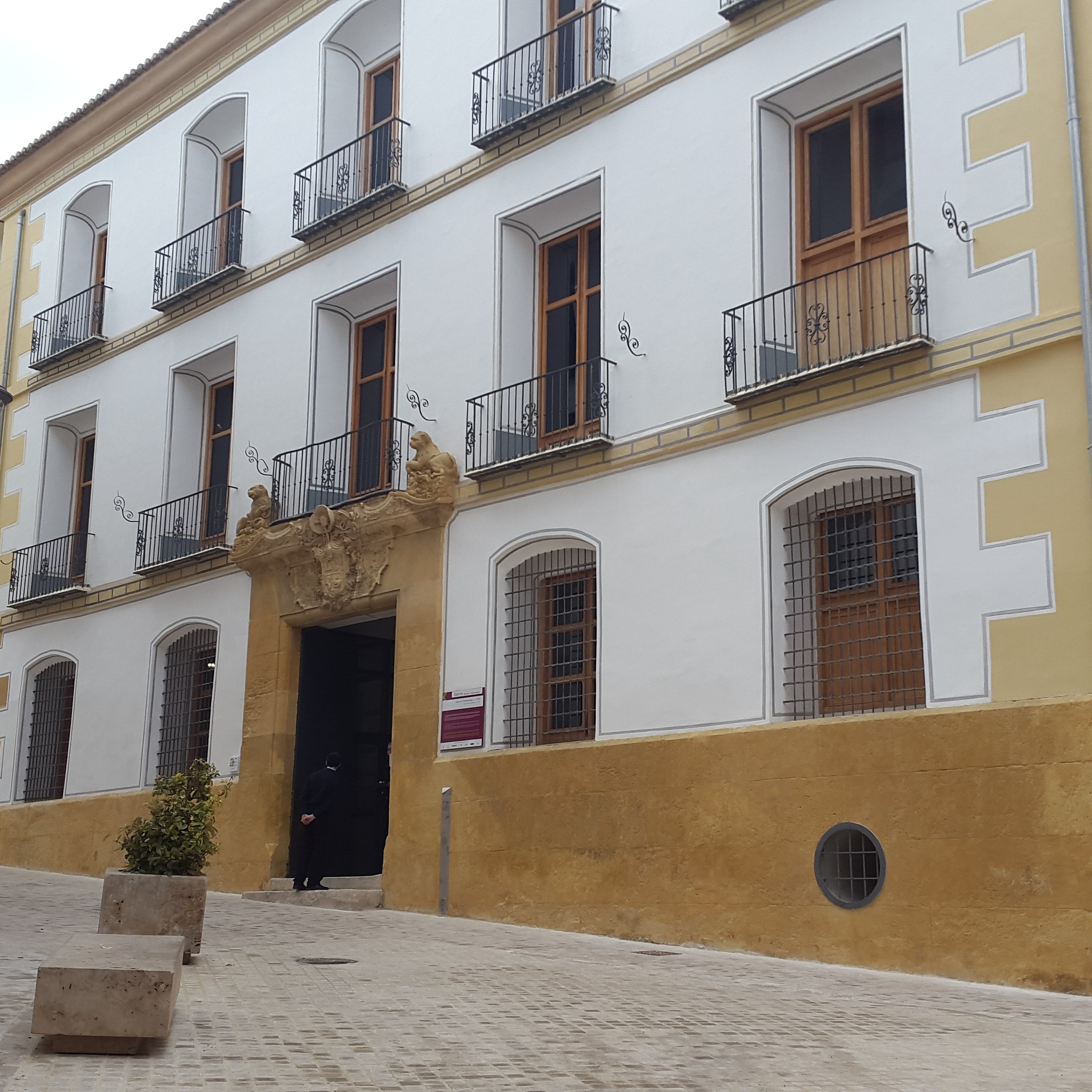
Fachada de la Casa de la Enseñanza

- Almudín: se trata de un edificio de estilo gótico, construido entre 1530 y 1548, del que destaca su fachada y el patio interior con columnas jónicas. En su planta baja se realizaban las contrataciones y venta del trigo, mientras que la parte superior se utilizaba para el almacenamiento del mismo, uso que conservó hasta 1919, en que fue convertido en Museo de Bellas Artes y, posteriormente, en Museo de la Ciudad (Museu de la Ciutat).[11] En él se exhibe el famoso retrato de Felipe V colgado del revés por haber ordenado la quema de la ciudad.[54]
- Hospital Mayor de Pobres: sus obras comenzaron en el siglo XV pero no terminaron hasta mediados del XVI. El interior se destruyó en 1707, pero se reedificó a comienzos del siglo XVIII.[55] Su planta es cuadrangular, con patio y jardín interior. La fachada, de piedra, pertenece al estilo renacentista, con puerta principal plateresca y puerta de la capilla en estilo gótico tardío. Destacan también los cuatro ventanales del piso principal y la galería de balconcillos con arco de medio punto que corre bajo el alero, así como la fuente en su jardín interior. En el interior se conserva la bóveda original de la capilla de la Asunción.[55] Aunque conserva parte de su uso sanitario, la porción de mayor valor arquitectónico alberga la sede de la Mancomunidad de la Costera.[11]
- Casa de la Enseñanza: edificio de estilo clasicista, construido en 1758 y obra de Fra José Alberto Pina, fraile carmelita que ejerció como arquitecto municipal. En la actualidad acoge el Museo de Bellas Artes de la ciudad.
- Casa natal de Alejandro VI: palacete urbano del siglo XVI, en donde nació y residió en España el papa Alejandro VI. Conserva en la fachada una puerta de amplio dovelaje y en su interior un arco escarzano de columnas jónicas.[56]
- Palacio de Alarcón: construido entre 1715 y 1730, alberga en la actualidad el Palacio de Justicia.[11] Destaca la volumetría gigante aligerada por la logia superior, la puerta dovelada y blasonada y el balcón corrido de forja.[57]
- Palacio de los Mahíques Sanz: se comenzó a construir a principios del siglo XVII, aunque se amplió considerablemente en los años 1920. Actualmente alberga la Casa de la Cultura de la ciudad.[58]
- Palacio del Marqués de Montortal: situado en la calle noble y más señorial de la ciudad, la calle Moncada (carrer Montcada) se trata de un palacio urbano medieval del siglo XV, con portada de piedra en su fachada, con arco de largas dovelas y balcones de forja con azulejería.[59]
- Palacio del Arcediano: fue construido en el siglo XV y era la sede del arcediano de la Colegiata. Sobre la noble puerta del palacio, situado a escasos metros de la Seu, se encuentra el escudo de Calixto III y otros dos escudos de la rama Borja-Oms, que se piensa podrían pertenecer a Rodrigo o César Borja.[60]
- Palacio de los Señores de Estubeny: palacio urbano, que responde a los criterios arquitectónicos del siglo XVIII con añadidos ornamentales del siglo XIX, donde residió durante su breve estancia en Játiva la Reina Isabel II.
- Edificio Botella: construcción residencial de estilo modernista que data de 1906, situada justo enfrente del ayuntamiento, donde antaño estuvo la muralla y parte del Portal del Lleó, cuya fuente se movió posteriormente unos metros hacia la izquierda según se mira la fachada principal. Fue el primer edificio de la Comunidad Valenciana que usó vigas de hierro, junto con las tradicionales de madera. Destaca su mirador de madera tallada coronado con balcones de hierro.

Fuentes históricas

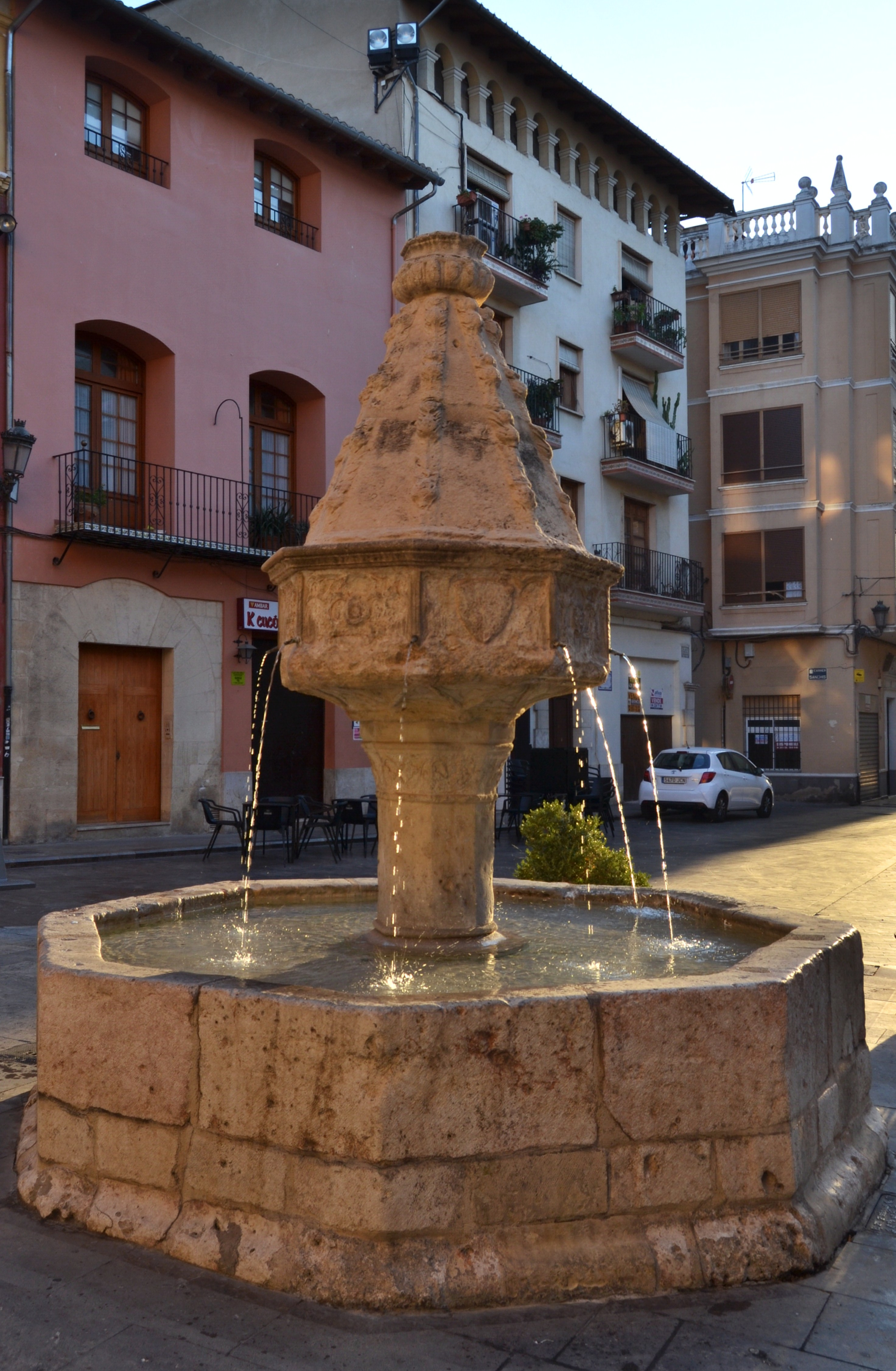
Fuente de la Trinidad

- Fuente del León: fuente histórica y ornamental del siglo XIX situada en el centro de la ciudad.
- Fuente de los veinticinco caños: fuente histórica y ornamental del siglo XVIII situada en el Barrio de San Pedro.
- Fuente de la Trinidad: fuente histórica y ornamental del siglo XV situada en la Plaça de la Trinitat.
- Fuente de Aldomar: fuente histórica y ornamental del siglo XVIII situada en la Plaça d'Aleixandre VI.
- Fuente Real de la plaza Roca: construida en 1841, es de planta central con una taza alargada de extremos semicirculares y un árbol de piedra de forma hexagonal, claramente gótico, sin duda aprovechado de una fuente antigua de 1432.
- Fuente Real de San Francisco: fue reconstruida en 1764 por el cantero Marcos Piqueres, en estilo barroco. Sobre la copa hay una imagen de San Francisco, que sustituye a la original desaparecida a finales del siglo XIX.
- Fuente Real de los Peces: fuente de planta central, pensada para que las bestias abrevaran en la taza y las personas bebieran de los cuatro caños. Data de mediados del siglo XIX, cuando se labró para ser colocada en la plaza de la Bassa, desde donde se trasladó a su ubicación actual, en la plaza del Trinquet, en 1972.
- Fuente de Santo Domingo: pequeña fuente de balsa cuadrada de reducidas dimensiones y un sencillo pilar rematado con ornamentos por el caño.

### Museos
- Museo de la Ciudad: En el Museo Municipal del Almudín, el más antiguo de Játiva, y situado en la calle corretgeria, fue inaugurado en 1917 y sus colecciones declaradas Bien de Interés Cultural (BIC) en 1962.[61] En él se exponen piezas de la historia de Játiva, desde restos de los tiempos del Paleolítico encontrados en la Cova Negra hasta piezas de los tiempos de dominación islámica, entre las que se encuentra una importante pieza, por ser única dentro de la cultura islámica, en concreto una pila del siglo XI.[62]
- Museo de Bellas Artes: En el museo situado en la Casa de la Enseñanza, inaugurado en 2015,[63] se pueden visitar colecciones pictóricas de diversos autores, destacando las de Ribera, Goya, Vicente López, Santiago Rusiñol, Benlliure y Antoni Miró. En el museo se encuentra también el famoso retrato de Felipe V, trasladado desde su antiguo emplazamiento en el Museo Municipal del Almudín, que es icono de la ciudad, ya que se encuentra colgado boca abajo como muestra de venganza de esta por haber ordenado el susodicho rey el incendio y destrucción de Játiva en 1707, tras la heroica defensa de la ciudad durante la guerra de sucesión de las tropas borbónicas.[64]
- Museo de la Colegiata: El museo está situado en el interior de la Colegiata (la Seu), siendo inaugurado en 1996,[65] y donde está expuesta al público una notable colección de arte sacro con piezas de pintura gótica. Destacan un cuadro de San Sebastián (Sant Sebastià), atribuido a Jacomart y que la tradición atribuye que posó como modelo el poeta Ausiàs March y también un cáliz gótico de oro regalado por Calixto III a la Colegiata de la ciudad.[66]

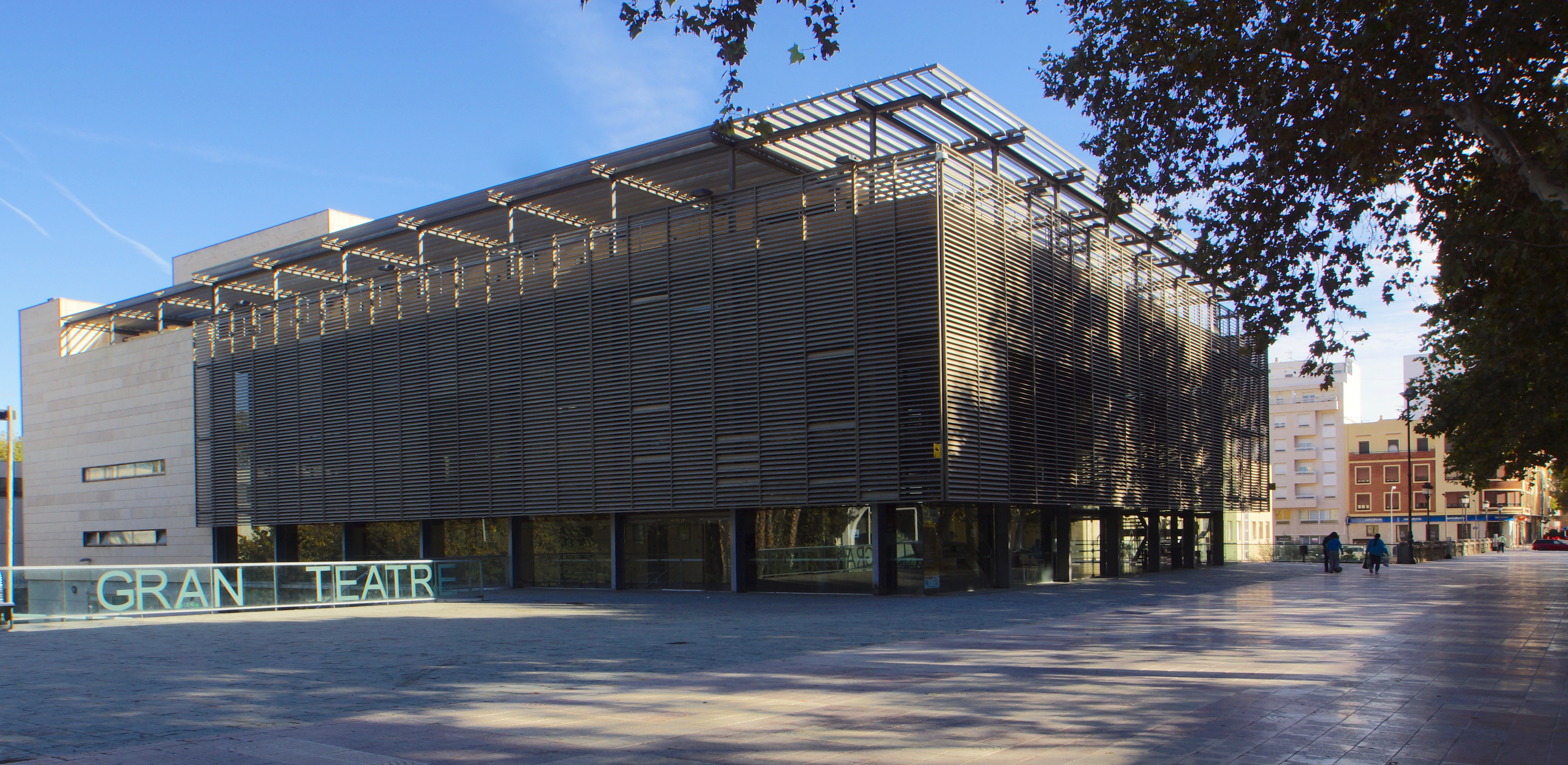
Fachada del Gran Teatro de Játiva

- Fachada del Gran Teatro de JátivaMuseo del Corpus: museo ubicado en la Casa Santandreu, inmueble que forma parte del complejo del ex-convento de Santo Domingo, inaugurado en 2019,[67] contiene los instrumentos, indumentaria y objetos, entre ellos los gigantes y cabezudos, de la procesión del Corpus de la ciudad que data del siglo XIV.[68]

### Teatros
- Gran Teatro: Fue inaugurado el 2001.[69] El edificio, diseñado por el arquitecto Gerardo Ayala, tiene una capacidad de 800 asientos y también dispone de una zona de comercio. Tiene una función polivalente y se representan conciertos, óperas, obras teatrales, así como actos institucionales y congresos.

### Fiestas
- Feria de Agosto o de Játiva: se celebra del 15 de agosto al 20 de agosto por privilegio real de Jaime I desde 1250[11] y está declarada Fiesta de Interés Turístico Nacional.[70] En cinco días en las calles y plazas de Játiva se combinan atracciones de feria, paradas comerciales y actividades culturales que llegan a congregar a 250 000 personas.[71] La presencia de ganado, motivo original de la Feria, ha pasado a un segundo plano, aunque sigue teniendo su atractivo entre los visitantes de la Feria de Ganado que se celebra los tres primeros días. Cabe destacar el concurso de tiro y arrastre, la noche de canto de las tradicionales albaes, el clásico trofeo de motociclismo en circuito urbano, o el recuperado Festival de la Cançó.[72]
- Corpus Christi: documentada ya en el siglo XIV, se celebra el mes de junio con procesiones de gigantes y cabezudos y representaciones de escenas bíblicas.[70] Es característico del Corpus de Játiva la enramada (l'enramà), en la que antes del paso de la procesión se esparce por la calle plantas aromáticas, a modo de alfombra vegetal.[73]
- Fallas de Játiva: se celebran, como en gran parte de la provincia de Valencia, del 15 de marzo al 19 de marzo, en honor a San José.[70] La ciudad es la segunda dónde se plantaron fallas después de la ciudad de Valencia, concretamente en 1865, donde el primer monumento fallero lo plantó en la Plaza de la Trinidad. Las fallas locales cuentan con 19 comisiones en la actualidad.[74]
- Semana Santa de Játiva: a lo largo de los distintos actos salen a procesión algunas imágenes del siglo XVII que se cuentan entre las más importantes de la Comunidad Valenciana,[70] y que tiene sus orígenes a finales de la Edad Media. La ciudad cuenta en la actualidad con una Hermandad de dieciséis cofradías y ha sido declarada recientemente como Fiesta de Interés Turístico Provincial.[75]

### Gastronomía
Los platos más tradicionales son los arroces, sobre todo la cazuela de arroz al horno (arrós al forn), también conocido como arroz con tanda (arrós amb tanda) o arroz paseado (arròs passejat), pero también son típicos el arroz caldoso (arròs caldós), el arroz con judías y nabos (arròs amb fesols i naps) y el arroz blaquito (arròs blanquet), un arroz al horno hecho a partir del caldo del hervido.
Entre los postres destacan las almoixàvenes y el arnadí, de origen árabe, que son pasteles de calabaza y almendras.

## Localidades hermanadas
La ciudad de Játiva está hermanada con la ciudad de Cocentaina, en Alicante, y con Lérida, en la provincia del mismo nombre, en Cataluña.